# Casa Batlló
Vous lisez un « article de qualité » labellisé en 2013.
La Casa Batlló  (prononcé en catalan : [ˌka.zə bəʎˈʎo] « maison Batlló ») est un édifice moderniste conçu par l'architecte Antoni Gaudí, chef de file de ce mouvement, de 1904 à 1906. Elle est située dans l'Illa de la Discòrdia, au 43 Passeig de Gràcia à Barcelone.
L'immeuble fut commandé par Josep Batlló i Casanovas, industriel du textile. La partie la plus connue de l'édifice est la façade, considérée comme l'une des plus originales de l'architecte, qui utilisa la pierre, le fer forgé, le trencadis de verre et la céramique polychrome ; Gaudí se fit seconder par les architectes Josep Maria Jujol et Joan Rubió i Bellver.
L'édifice, qui figure sur la liste du patrimoine mondial de l'UNESCO, est ouvert au public et reçoit annuellement des centaines de milliers de visiteurs.

## Contexte

### Économie et bourgeoisie
Au début du XXe siècle, la situation économique de l'Espagne est marquée par la perte des colonies espagnoles, et particulièrement celle de Cuba en 1898, qui impliqua dans un premier temps une contraction de l'économie espagnole et surtout catalane. Dans un deuxième temps, le rapatriement vers Barcelone des fonds investis dans l'île généra un retour à la croissance. En raison de la dépendance de la puissante industrie textile catalane vis-à-vis du coton — alors passé sous contrôle américain — et des mesures protectionnistes françaises en faveur des indiennes lyonnaises, ces fonds furent investis dans des secteurs différents, générant une seconde vague industrielle en Catalogne : s'y développèrent notamment les industries chimiques, métallurgiques, électriques et automobiles,.
Cette nouvelle révolution industrielle fut soutenue par la monarchie, mais la nouvelle haute bourgeoisie qui en naquit s'enrichit considérablement « bien plus que nombre d'aristocrates ». Pour maintenir un ascendant politique, le roi anoblit certains industriels. Barcelone, centre industriel majeur et siège d'un mouvement catalaniste indépendantiste, fut la première ville à en voir les effets, avec le comte de Godó, le baron de Quadras et le baron de Sert.

### L’Îlot de la Discorde

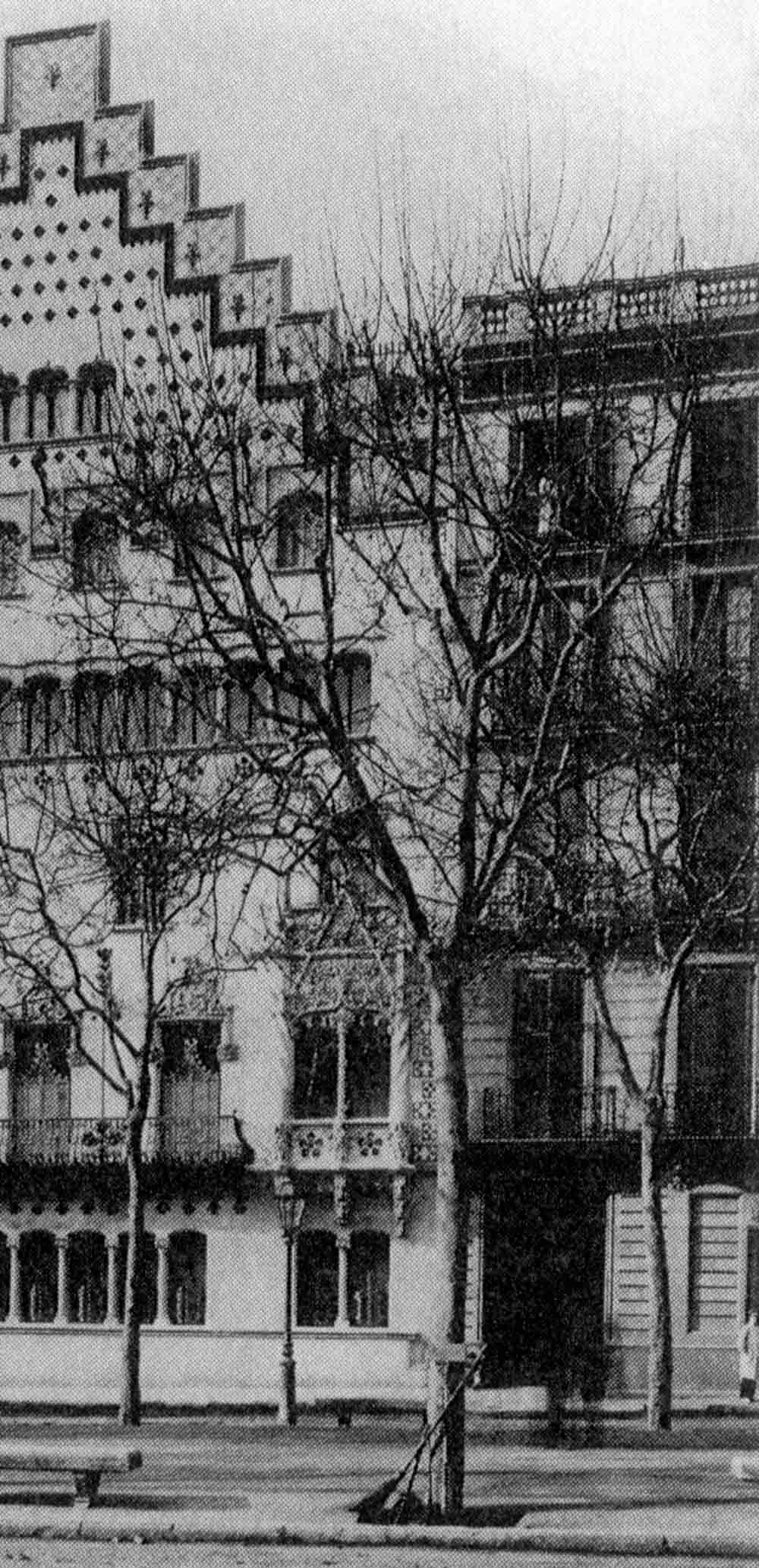
Vue partielle de l'édifice vers 1904 avant sa transformation (côté droit).

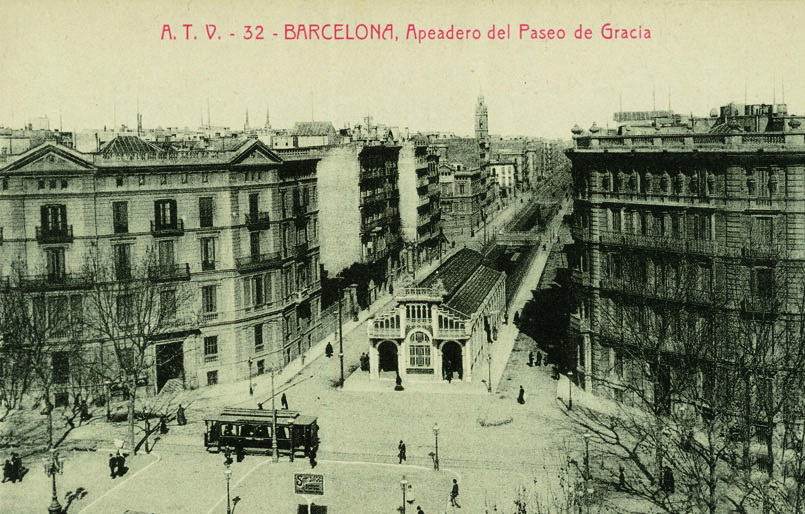
Intersection de la rue d'Aragon et du Passeig de Gràcia en 1902.

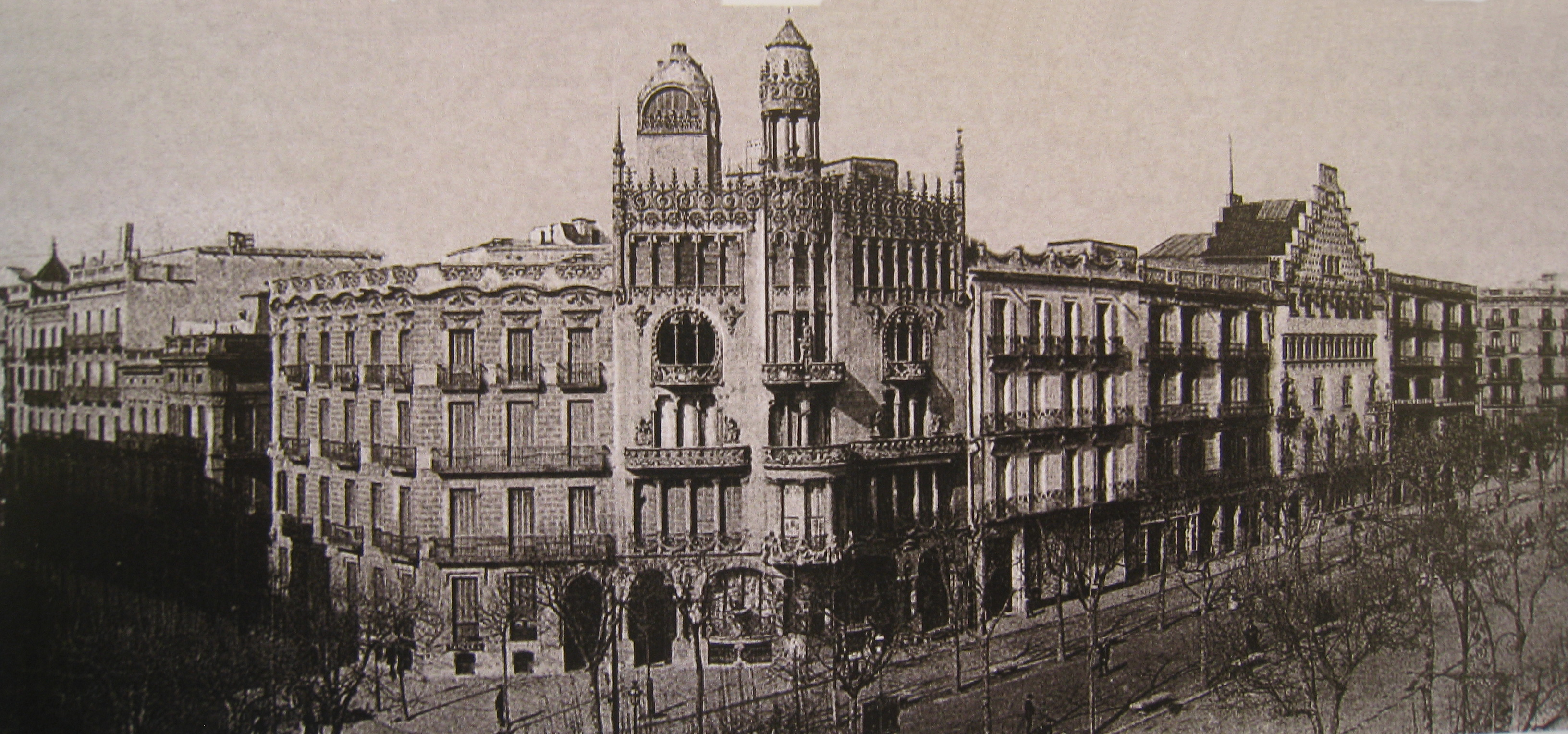
Illa de la Discòrdia (« Îlot de la Discorde ») avant la construction de la Casa Batlló.

En plein centre de Barcelone, le Passeig de Gràcia était dans les années 1860-1890 une avenue de faible densité urbaine, bordée de maisons particulières avec jardins et de quelques hôtels particuliers (Palais Robert, Mariano…). Le secteur attira dans les années 1890 des commerces, évolution qui culmina avec l'installation d'une gare en 1902 à l'intersection de la rue d'Aragon au cœur de la ville. Entre 1905 et 1906, les transformations de l'avenue se poursuivirent avec la venue du tramway et l'installation des bancs-fanals. La bourgeoisie remplaça peu à peu les maisons de plain-pied par des immeubles à étages. L'avenue devint entre 1900 et 1914 le principal centre résidentiel de la haute bourgeoisie et de la mode barcelonaise.
L'îlot de maisons allant du 35 au 45 Passeig de Gràcia « situé entre la rue conseil des Cent et la rue d'Aragon » fut d'abord bâti de constructions conventionnelles entre 1864 et 1875. Les édifices des numéros 43 (Casa Batlló) et 45 furent construits ensemble en 1875 et, à l'image du reste de l'îlot, il s'agissait de bâtiments conventionnels de cette seconde moitié de  XIXe siècle,,.
Cependant, sur ce même îlot, l'architecte Josep Puig i Cadafalch conçut la Casa Amatller (numéro 41) en 1900 et l'architecte  Lluís Domènech i Montaner transforma en 1902 la Casa Lleó Morera à l’intersection de la rue conseil des Cent, travail pour lequel il fut primé en 1906. L'îlot se composait alors de ces deux bâtiments modernistes, très différents, séparés par des bâtiments conventionnels, hétérogénéité qui lui valut le surnom d'« Îlot de la Discorde ».

## Projet

### Genèse

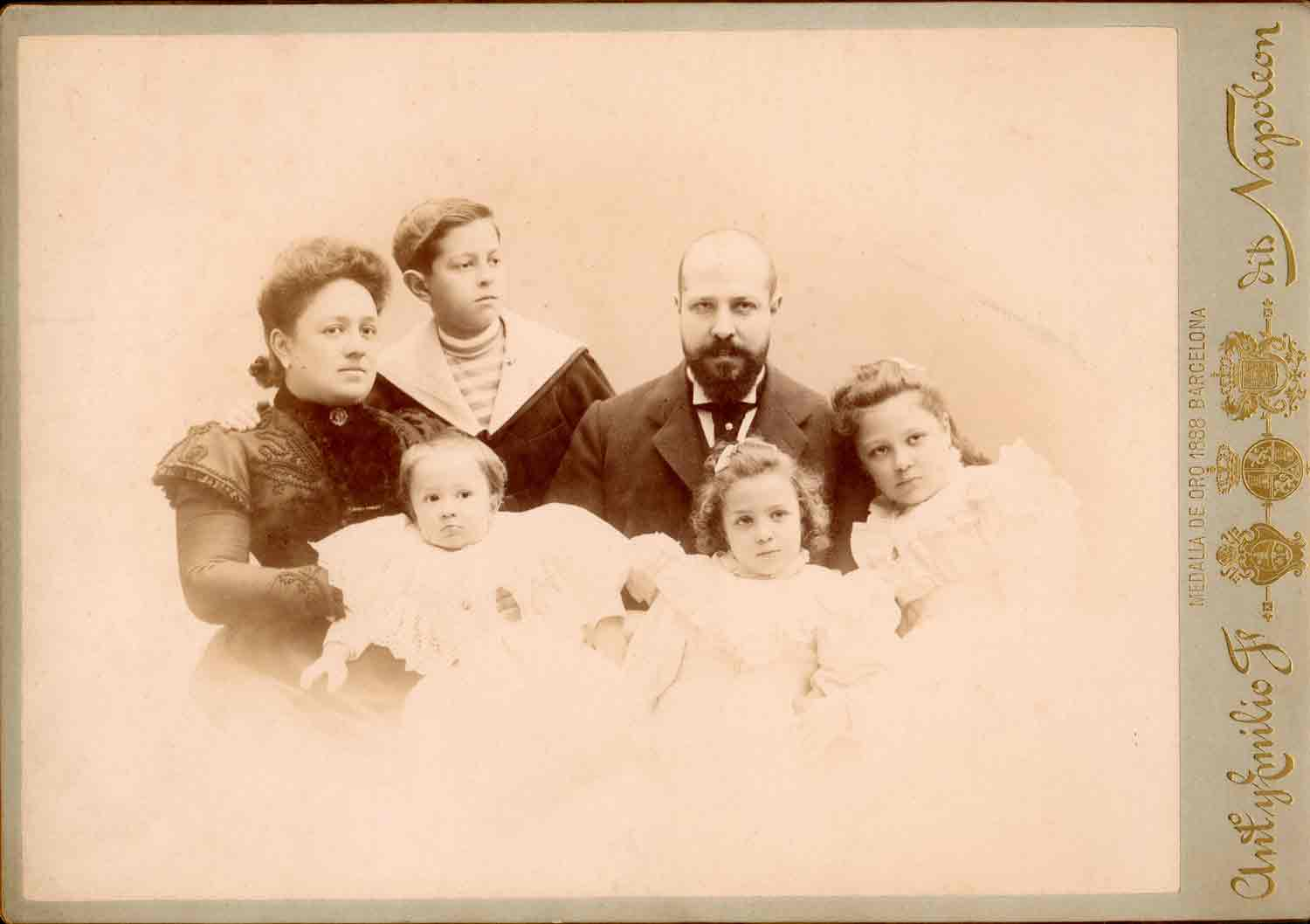
La famille Batlló prise par les « photographes Napoléon ».

Josep Batlló i Casanovas était un riche industriel du textile, marié à Amàlia Godó Belaunzarán, fille du comte de Godó, un riche industriel également, récemment anobli, député du parti libéral espagnol et fondateur du journal La Vanguardia.

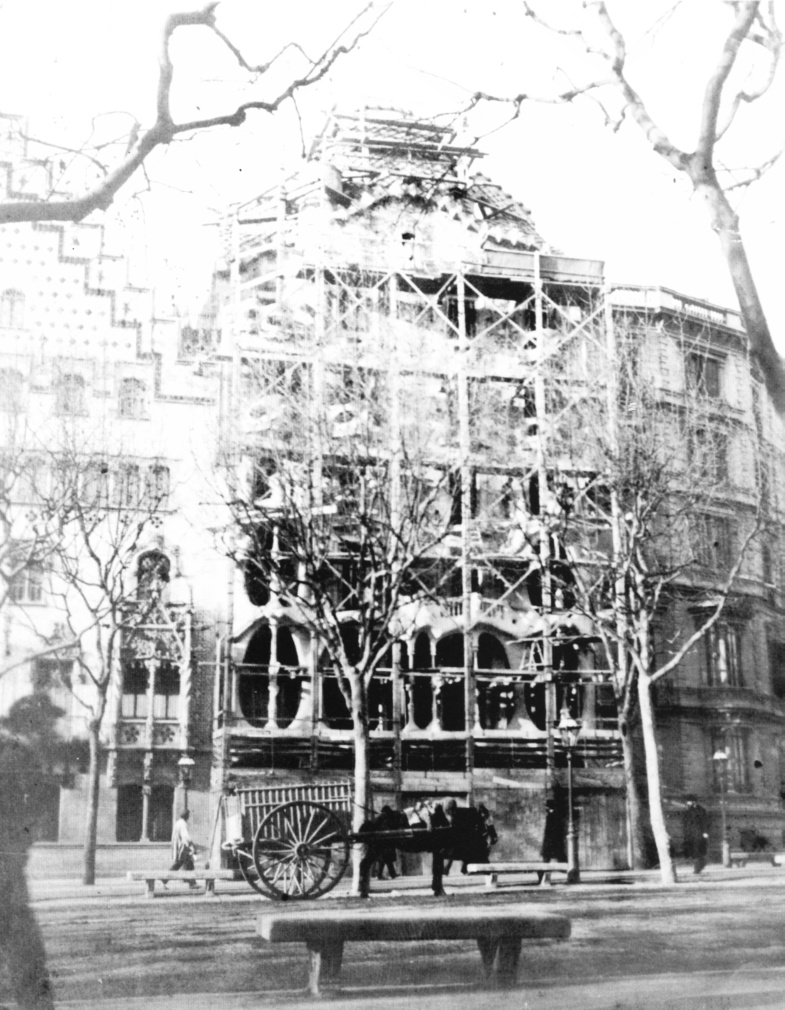
Édifice en phase de construction, sur une photo de Domènec Sugrañes.

En 1900, le bâtiment intermédiaire de l'îlot de la discorde, au 43 Passeig de Gràcia, fut acquis par Josep Batlló. Lui et son épouse demandèrent un permis de construire le 7 novembre 1904 pour réaménager le bâtiment.
La famille Batlló avait alors chargé l'architecte Josep Vilaseca i Casanovas de la construction de plusieurs édifices : la Casa Pia Batlló (à l'intersection de Gran Via et de la Rambla de Catalunya) ; la Casa Àngel Batlló (253 -257 rue Majorque) et la Casa Enric Batlló (259-263 rue Majorque à l'intersection avec le Passeig de Gràcia). Toutes étaient réalisées dans le style moderniste éclectique alors à la mode. Josep Batlló voulut se démarquer du reste de la famille en faisant appel à l'architecte Antoni Gaudí, qui venait de gagner le concours annuel des constructions artistiques avec la Casa Calvet, commencée en 1900.
Batlló demanda dans un premier temps à Gaudí de détruire et de reconstruire entièrement l'édifice. L'architecte le convainquit de ne réaliser qu'une transformation de la façade du bâtiment existant. Cependant, l'intervention de l'architecte remodela en profondeur l'édifice. Il réorganisa les espaces, en développant l'éclairage et la ventilation naturelle, ajouta deux étages, remodela les combles et la terrasse. Ces transformations changèrent de manière importante les dimensions de l'édifice. Il passa d'une hauteur de 21 m à 32 m et d'une surface de 3 100 m2 à 4 300 m2 avec 450 m2 par étage.
Pour la transformation de la façade, qui était son objectif initial, Gaudí substitua à celles du rez-de-chaussée et du premier étage une structure de grès de Montjuïc formant des ondulations horizontales. Le reste de l'édifice réutilisait ces formes ondulées dans le sens vertical.

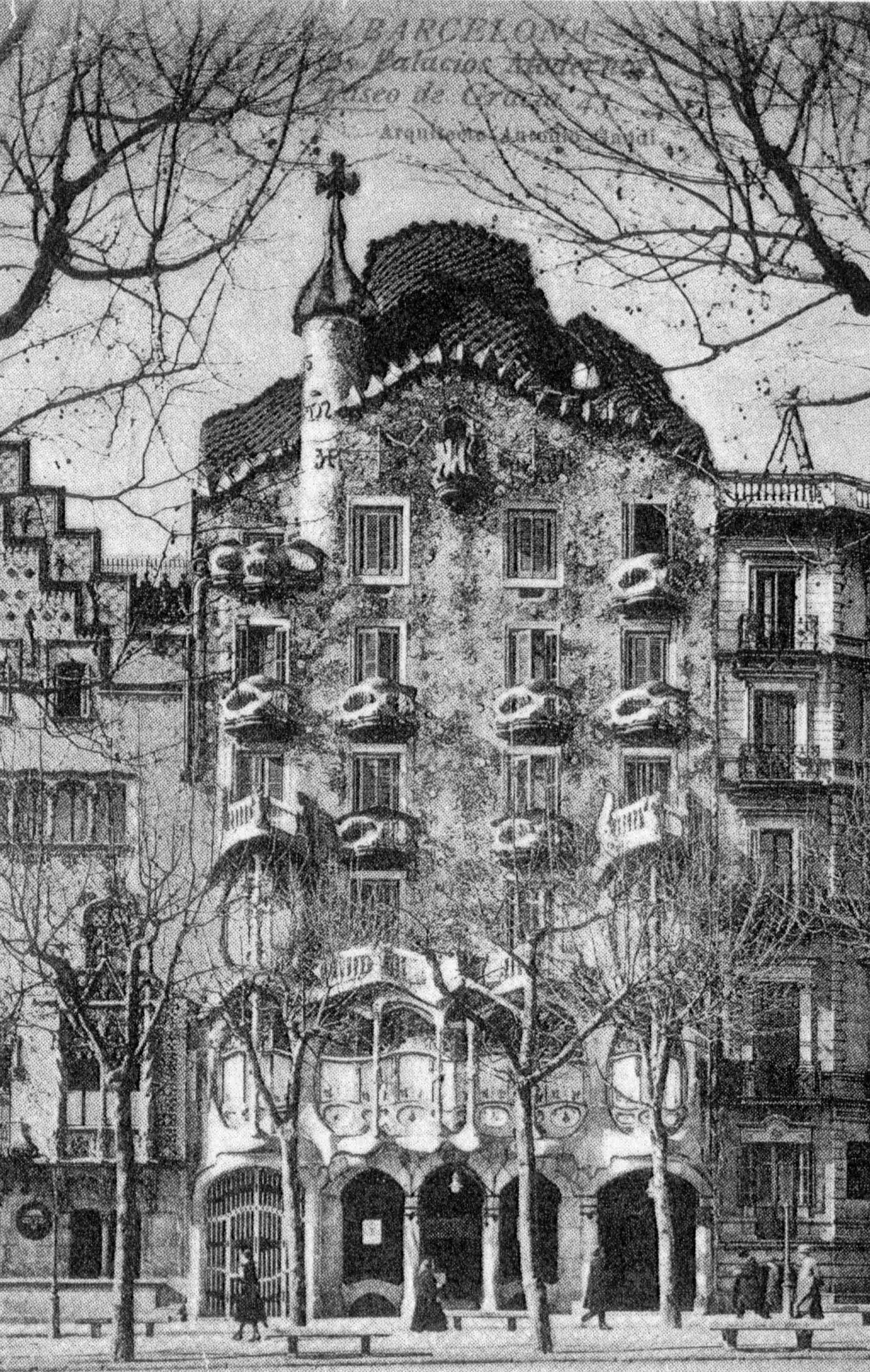
Gaudí ajusta les courbes de la partie supérieure de l'édifice de façon à réaliser une continuité avec les façades voisines. Photo prise en 1910.

Gaudí réalisa quelques plans, mais sa conception se basa avant tout sur une maquette de plâtre qu'il modela jusqu'à ce qu'il ait obtenu les formes sinueuses de la façade qu'il désirait. La maquette lui servit également à expliquer son projet de manière plus efficace que des plans.
Le côté gauche du dernier étage est en retrait, créant une asymétrie par rapport au côté droit, bien plus avancé. Gaudí décida de remplacer une chambre du dernier étage par une terrasse pour créer un espace ouvert et échelonné avec la Casa Amatller. Le constructeur Josep Bayó rapporta les paroles de Gaudí : « Nous ne ferons pas ce que nous voulions, mais nous ne démolirons pas ce qu'il y a à côté, nous en profiterons. Ici une tour, là une tribune... ». Sur le côté droit, il s'arrangea pour que la courbe du toit soit dans la continuité de l'édifice voisin, notablement plus haut que l'édifice de gauche.
Les autorités municipales de l'époque doutèrent fortement du projet. En avril 1906, deux ans après la demande de permis de construire, elles demandèrent un arrêt du chantier arguant l'absence du permis de construire qu'elles n'avaient pas délivré. Loin d'interrompre les travaux, presque finis, les propriétaires demandèrent alors à la mairie un permis pour louer les appartements. La mairie ne délivra le permis de construire que le 18 février 1913. L’affrontement avec les autorités ne s'arrêta pas là. En effet, Josep Batlló refusa de payer la taxe foncière jusqu’en 1920 à cause d'un différend sur l'évaluation immobilière. Il chargea l'architecte Bonaventura Bassegoda de réaliser une évaluation du coût de construction dont dépendait l'impôt. L'architecte fit une description de l'édifice justifiant un coût inférieur de construction par l'emploi de matériaux bon marché et ce, bien que la façade fût ostentatoire.
Alors que l'édifice était presque terminé, Batlló reçut la visite de Pere Milà avec qui il était associé dans une fabrique de fils de chanvre. Celui-ci projetait la construction d'un hôtel particulier, et à la suite de cette visite, il confia à Gaudí la construction de la Casa Milà.

### Collaborateurs
Gaudí fut épaulé par ses architectes auxiliaires qui travaillaient déjà avec lui sur la Sagrada Família : son aide immédiat, Francesc Berenguer i Mestres (1866-1914), ainsi que Domènec Sugrañes i Gras (1879-1938) et Josep Canaleta i Cuadras (1875-1950), qui furent les rédacteurs du projet.
Il fit également appel aux services des sculpteurs Josep Llimona i Bruguera (auteur des personnages de l'oratoire), Carles Mani i Roig (pour le Christ en croix de l'oratoire également), Joan Matamala i Flotats (pour les sculptures de pierre de la façade) et Joan Beltran (pour la modélisation en trois dimensions).
La participation de Josep Maria Jujol comme aide de Gaudí transparaît dans les dessins des portes en bois, les éléments décoratifs du premier étage et les peintures de la chapelle. Pour cette dernière, il réalisa des lustres en terre. Son intervention la plus notable reste les surfaces polychromes de la partie centrale de la façade,.
Le maître d’œuvre fut Josep Bayó i Font qui avait déjà réalisé le premier Mystère de la Gloire de Montserrat et qui bâtit par la suite la Casa Milà. Son frère Jaume, collaborateur de Lluís Domènech i Montaner, travailla également sur le projet.
Les boiseries furent à la charge des ateliers d'ébénisterie Casas i Bardés qui réalisèrent les portes, les fenêtres du premier étage et le très complexe escalier principal qu'ils durent presque construire in situ pour qu'il soit ajusté selon les indications de Gaudí. Ils réalisèrent également le mobilier selon les indications de l'architecte. Malgré son évidente qualité, le coût de ces œuvres devait être considérable, puisque pour la Casa Milà, la propriétaire Roser Sigmon rompit son contrat avec la même ébénisterie après avoir reçu la facture de deux portes.
Le travail de forge des balcons et des grilles fut confié aux frères Lluís et Josep Badia i Miarnau qui réalisèrent plusieurs autres travaux très importants pour le compte de Gaudí, comme les portes du palais Güell et les balcons de la Casa Milà.
Sebastià Ribó se chargea des céramiques des tuiles du toit et des carrelages de la façade, en utilisant la technique d'engobe en plus d'un mélange de terre et de vernis. Les ébauches furent réalisées dans son atelier de la rue du Deux mai et la production de série à la fabrique Pujol i Bausis. La flèche de la tour et la croix qui la surmonte furent réalisées à la fabrique La Roqueta de Santa Catalina de Palma de Majorque.
Les verres et céramiques brisés qui servirent à réaliser le trencadis de la façade furent offerts par les ateliers Pelegrí (situés près de la Place d'Espagne). Ceux-ci furent chargés de la réalisation des vitraux au plomb à l'intérieur du bâtiment, tant pour ceux situés au-dessus des portes que pour la grande verrière de l'étage principal faite de pièces polygonales et de disques aux couleurs intenses.

### Propriétaires
L'édifice est un exemple typique d'immeuble de rapport, conçu pour faire vivre les propriétaires au premier étage et les locataires dans les autres étages, une formule qui s'appliquait à une grande partie de la « ville nouvelle » du XIXe siècle. Le permis pour pouvoir louer des appartements fut présenté à la mairie de Barcelone le 13 octobre 1906, date à laquelle les travaux furent considérés comme achevés. À la mort d'Amàlia Godó (veuve de Josep Batlló), en 1940, ses filles Mercedes et Carmen héritèrent de l'édifice. Elles vendirent l'immeuble en 1954 à la Sociedad Iberia de Seguros. Cette compagnie d'assurance s'en servit comme siège social et y réalisa des restaurations mineures.
En 1989, la banque japonaise Sumitomo fit une offre d'achat du bâtiment pour 10 milliards de pesetas, qui n'aboutit pas. En 1991, le président de la compagnie d'assurance, Enric Bernat, confia à Sotheby's l'opération de vente à un prix de 10 milliards de pesetas bien que l'estimation faite par cette même entité eût été de 13,7 milliards de pesetas,. Un an plus tard, à cause du prix élevé et de la crise du secteur immobilier, l'immeuble était toujours en vente. Bernat acheta 22,5 % de la compagnie d'assurance Iberia dont il était le président, afin d'endiguer ses difficultés financières, et en prit le contrôle à l'été 1992. Finalement, faute d'acheteur et en raison des difficultés économiques de l'assureur, la famille Bernat acquit pour 3,6 milliards de pesetas l'édifice, dont elle est toujours propriétaire,.

### Locaux commerciaux
À l'instar d'autres entreprises œuvrant dans les technologies alors naissantes de la photographie et du téléphone, la société cinématographique Pathé frères s'installa en 1905 sur le Passeig de Gràcia et choisit le rez-de-chaussée de la Casa Batlló.
À partir de 1922 le rez-de-chaussée fut occupé par une épicerie, propriété d’un couple franco-catalan : Émile et Margarita Martignole. Ils fournissaient liqueurs, fromages et médicaments au quartier et, profitant du snobisme de leurs clients, adoptèrent un nom français après l'épidémie de grippe de 1918 : « Maison d'alimentation Martignole ». Le commerce disparut peu avant la Guerre civile espagnole à la suite d'un problème de licence de production pour une gélatine entre le dirigeant du commerce et son beau-frère par alliance.
Après la guerre civile, durant laquelle la maison fut abandonnée, la famille déménagea en Italie et le rez-de-chaussée fut occupé par la galerie d'art Syra qui ne ferma qu'après la mort de sa propriétaire, Montserrat Isern, le 9 juillet 1986. Les laboratoires Roca de Viñals, spécialisés dans les analyses cliniques, s'installèrent au quatrième étage de 1930 jusqu'à la fin des années 1980,.
Le 22 février 1942, la société d'audiovisuel Producciones y distribuciones Chamartin s'installa à l'étage principal et produisit dans ces locaux des dessins animés jusqu'à son déménagement en 1958.

### Restaurations
La fin de la vogue du modernisme, l'apparition du noucentisme et des avant-gardistes, qui préconisaient le fonctionnalisme, diminuèrent l'intérêt pour l'œuvre de Gaudí, jusqu'aux années 1980, où son style connut un regain d'intérêt. Entre-temps, les entreprises qui s'installèrent dans l'immeuble adaptèrent les espaces à leurs besoins, en modifiant les murs et en abaissant les plafonds.
Peu après le changement de propriétaires en 1954, la Société ibérique d'assurance réalisa une restauration durant la décennie 1960 qui permit de nettoyer la façade principale et les éléments faits en pierre de Montjuïc.
En 1981, à l'occasion de la célébration du 75e anniversaire de l'inauguration, les combles furent restaurés après qu'ils eurent été longtemps abandonnés. Les formes originales des arcs furent retrouvées ainsi que leur couleur blanche. Un éclairage mettant en valeur ces formes fut installé, ce qui permit de valoriser esthétiquement un espace essentiellement fonctionnel. Les travaux, terminés en mars 1981, inclurent un changement de carrelage, avec réutilisation des morceaux de mosaïques récupérés des étages réformés par Gaudí en 1904.

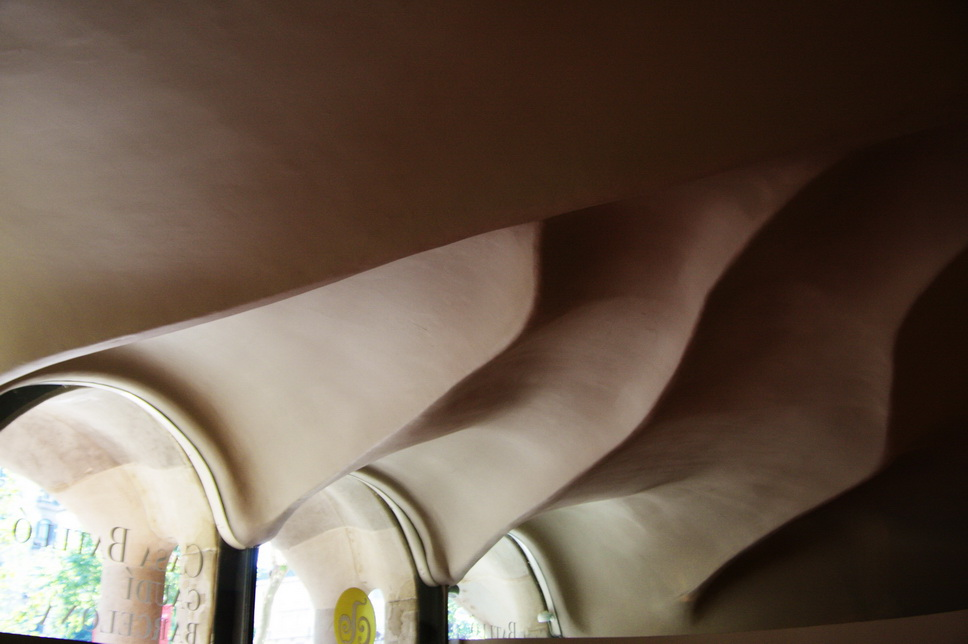
Arcs du plafond du rez-de-chaussée.

En 1983, les grilles des balcons furent restaurées et retrouvèrent leur couleur ivoire d'origine qui avait été couverte de peinture noire. En revanche, malgré un grand respect du modèle original, cette restauration suscita de l'incompréhension, tant le contraste était grand après tant d'années. À partir de 1989, les éléments structuraux furent renforcés, notamment les bases de l'édifice d'origine. Les claires-voies, qui permettent l'entrée de lumière dans le rez-de-chaussée et qui avaient été obstruées par du plâtre, ainsi que les sous-sols, furent récupérés. Le plafond fut décoré avec une ondulation inspirée de jujolianes après que les arcs eurent été refaits pour les aligner avec les ouvertures et ainsi mieux profiter de la lumière naturelle. Un escalier fut construit pour relier le rez-de-chaussée aux sous-sols. Enfin, la façade donnant sur le jardin intérieur, faite de trencadis fut nettoyée et la terrasse de l'étage principal restaurée, en particulier les mosaïques hydrauliques, les grilles et les murs du fond avec leurs jardinières en céramique.
En 1992, les portes extérieures du rez-de-chaussée ainsi que les carrelages de terre cuite des toits et des cheminées furent remises en état.
Les restaurations à partir de 1987 furent menées par l'équipe d'architectes de Josep Maria Botey, qui se désolidarisa des travaux en 1994 lorsque l'édifice passa aux mains de la famille Bernat, avec qui elle était en désaccord. Selon l'architecte, sa proposition de réaliser une restauration selon une approche muséale, en distinguant clairement les zones d'origine des zones restaurées, ne fut pas acceptée. Nina Bernat chargea Joan Bassegoda i Nonell de continuer les travaux,.

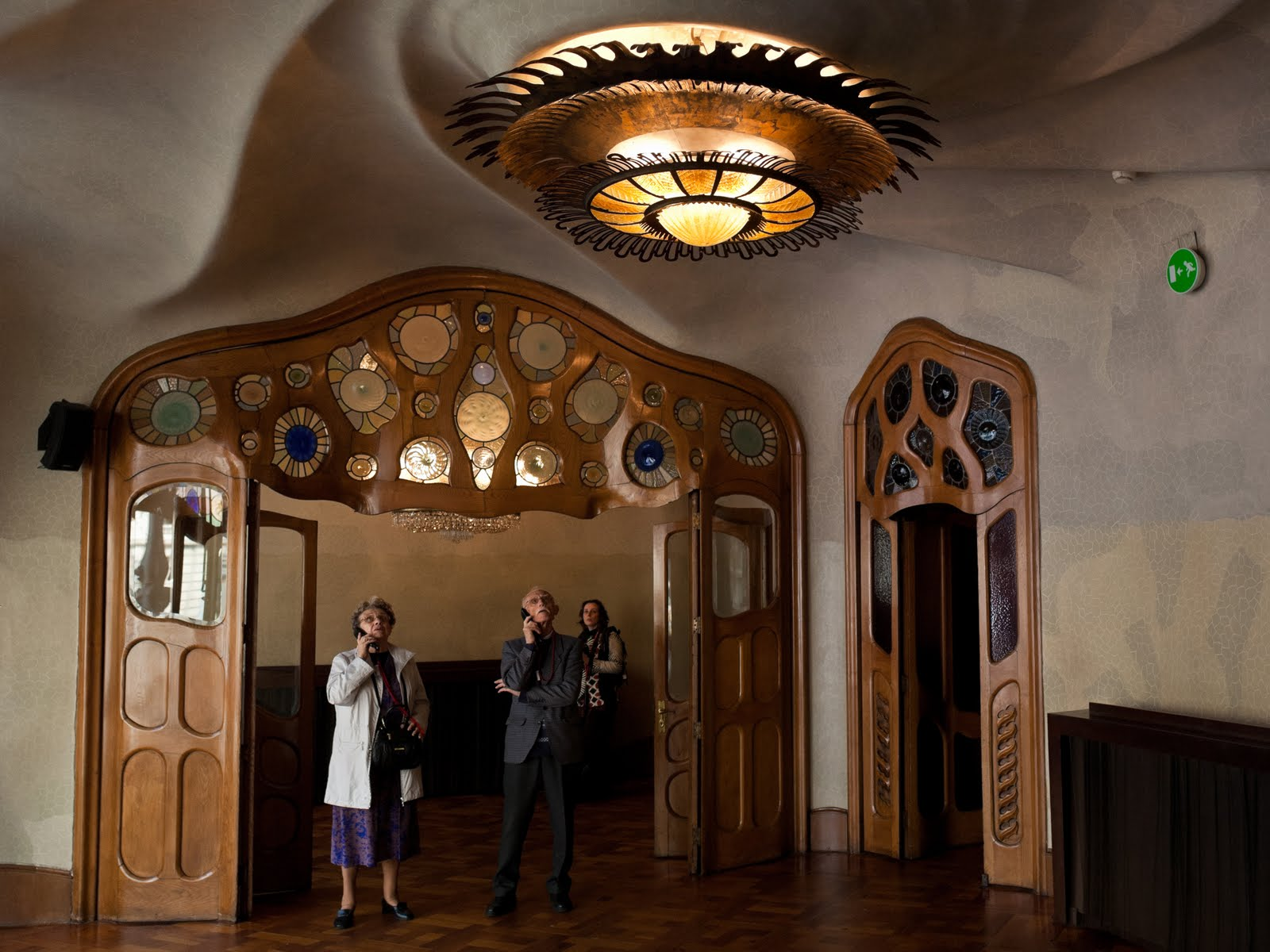
Portes vitrées modernistes au premier étage.

En 1988, le premier étage fut complètement restauré. Les poutres en bois détériorées de l'étage supérieur, qui provenaient de la maison d'origine de 1875 et qui avaient été recyclées par Gaudí, furent changées, opération qui, logiquement, nécessita d'intervenir sur le plafond de cet étage. L'ascenseur fut remis en état et la façade subit une intervention préventive de consolidation.
À partir de 2000, en préparation des célébrations de l'« année internationale Gaudí 2002 », la façade fut remise à neuf. Les verres et trencadis ainsi que des pans entiers de béton furent remplacés. La maison subit un traitement fongicide. Les balcons, les menuiseries et les disques de céramique brisés furent réparés. Un traitement hydrofuge fut appliqué aux pierres de Montjuïc, les bases des balcons retrouvèrent leurs couleurs d'origine, or et vanille. Les patios furent nettoyés et certaines pièces cassées furent changées. Les menuiseries des espaces qui donnent aux patios furent restaurées ainsi que les portes et lucarnes des portes d'entrées aux appartements.
Après 2002, l'effort de restauration se poursuivit avec la récupération des combles, des toits et des cheminées qui avaient déjà été nettoyées et renforcées en 1981. Cette dernière intervention restitua les mosaïques hydrauliques et l'ensemble des menuiseries et les étages firent l'objet d'une inspection de contrôle.

### Utilisation actuelle
En 1995 une réhabilitation transforma 1 839 m2 de l'édifice (sous-sol, rez-de-chaussée, premier étage) en un espace ouvert au public. En plus de l'organisation d’événements pour les entreprises ou les particuliers, la maison fut ouverte au public à partir du 19 mars 2002 lors de l'année Gaudí. Les visites sont ouvertes toute l'année et donnent d'amples détails sur le processus de construction et l'interprétation artistique de l'œuvre de Gaudí. Au fur et à mesure que de nouveaux espaces furent restaurés — combles, toits, etc. —, ils furent incorporés à la visite qui permet à présent de parcourir la quasi-totalité de l'édifice (premier étage, terrasse postérieure, second étage, combles, toits, etc.) à l'exception des étages supérieurs qui sont habités ou occupés par les bureaux de la société gestionnaire. Le rez-de-chaussée et les sous-sols ne sont pas ouverts à la visite et sont destinés à l'organisation d'événements.
Au premier étage, avec la cafétéria et la boutique, un espace est consacré à l'exposition du mobilier de Gaudí, notamment des reproductions fidèles de pièces de la Casa Batlló et de la Casa Calvet, apportant un complément pour mieux comprendre la vie quotidienne de la maison lorsqu'elle était habitée.
Depuis juin 2000, la Casa Batlló est incluse dans « la route du modernisme », initiative de la mairie pour mettre en valeur le patrimoine architectural de Barcelone.
Pour le dixième anniversaire de l'ouverture au public de la Casa Batlló, en octobre 2012, un spectacle de projection vidéo sur la façade fut organisé sous le titre de « Réveil de la Casa Batlló », au cours duquel étaient évoqués les différentes interprétations et symbolismes du bâtiment : bassin de nénuphars, fenêtres-gueules, dragon crachant du feu et luttant contre Saint Georges, os servant de piliers aux fenêtres et aux balcons, chauve-souris, masques, confettis et feu d'artifice, etc,.

## Description de l'édifice

### Vue d'ensemble
Au-delà des différentes interprétations de chaque partie ou détail spécifique, la Casa Batlló s'inscrit dans la vision naturaliste de Gaudí qui s'inspira du milieu marin. La variété des couleurs, la prédominance du bleu marine et de l'ocre des roches, confortent cette thèse. Le bleu marine est présent dans la décoration à base de céramiques, pour la façade, le vestibule et les patios.
D'après l'historien Juan José Lahuerta, « l’intérieur du bâtiment devient un espace de tranquillité pour l'homme qui affronte les multitudes de la ville et lutte dans le monde, une sorte de grotte sous-marine où se recueillir, où trouver un espace intime, à la façon de Jules Verne [NdT : très populaire à l'époque et mort en 1905 lors de la construction du bâtiment], où, héros, le conquérant, l'homme moderne a deux réalités : l'une extérieure, cosmique, sans limite et une intime, où il est blotti dans sa grotte, dans le ventre maternel de la terre ; la nature, la raison et l'histoire convergent dans cette œuvre. »
Joan Bassegoda i Nonell, architecte qui restaura l'édifice, ajouta : « Selon Léonard de Vinci, la nature est pleine de causes latentes qui n'ont jamais été libérées. La beauté de la Casa Batlló est la libération d'un de ces ésotérismes naturels dans l'œuvre, grâce à l'imagination et au pouvoir créatif de Gaudí ».

### Façade principale
La façade principale donne sur le Passeig de Gràcia et est divisée en trois parties différentes harmonieusement intégrées.
La partie supérieure, un peu en retrait par rapport à la rue, est une sorte de crête faite de céramiques colorées qui suscita de multiples interprétations.
La partie centrale, du second au dernier étage, est faite d'un tapis multicolore d'où sortent les balcons. La partie inférieure (le rez-de-chaussée, le premier étage et deux galeries du second étage) est en grès de Montjuïc et présente des formes ondulées.

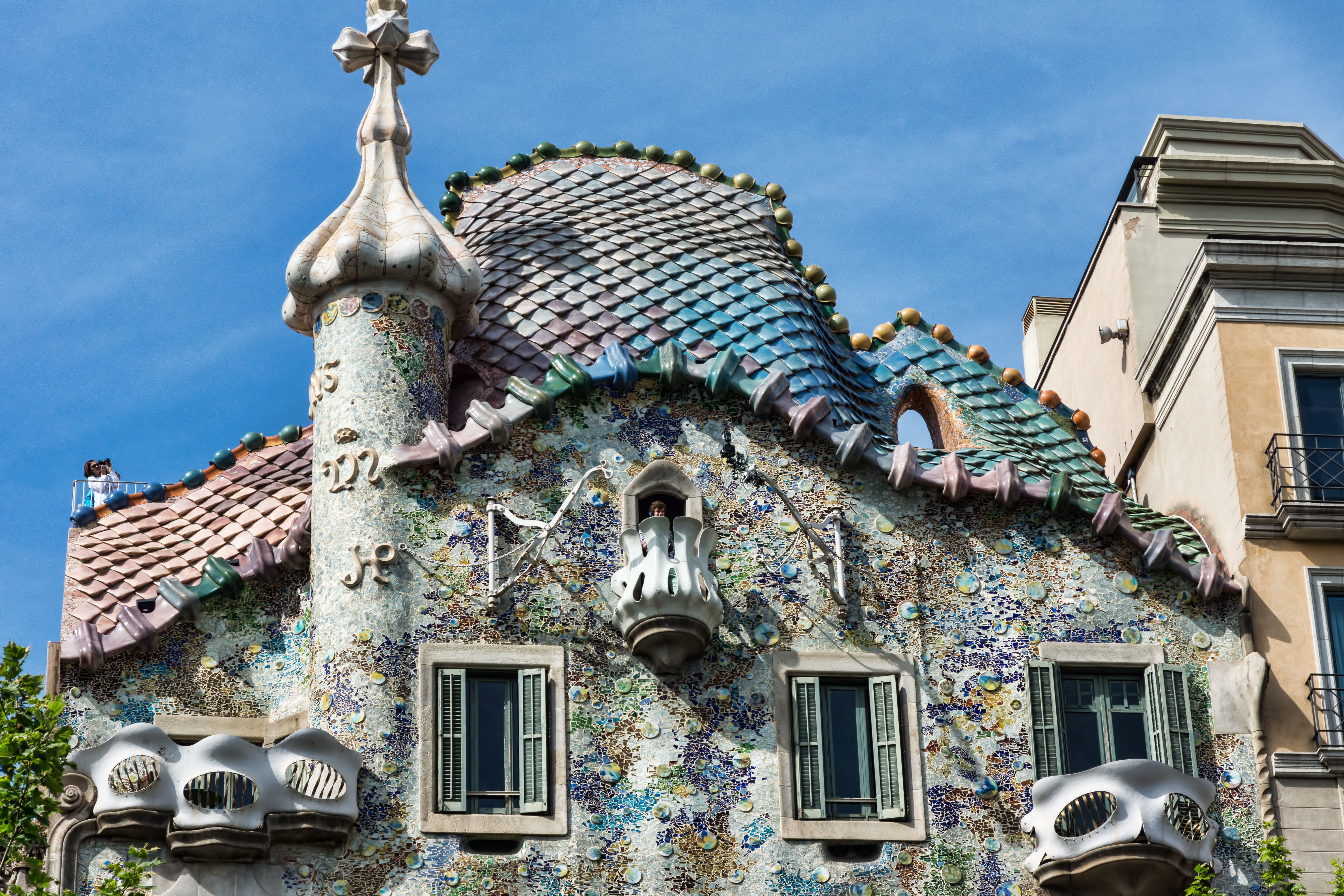
Croix gaudienne et détail de la toiture.

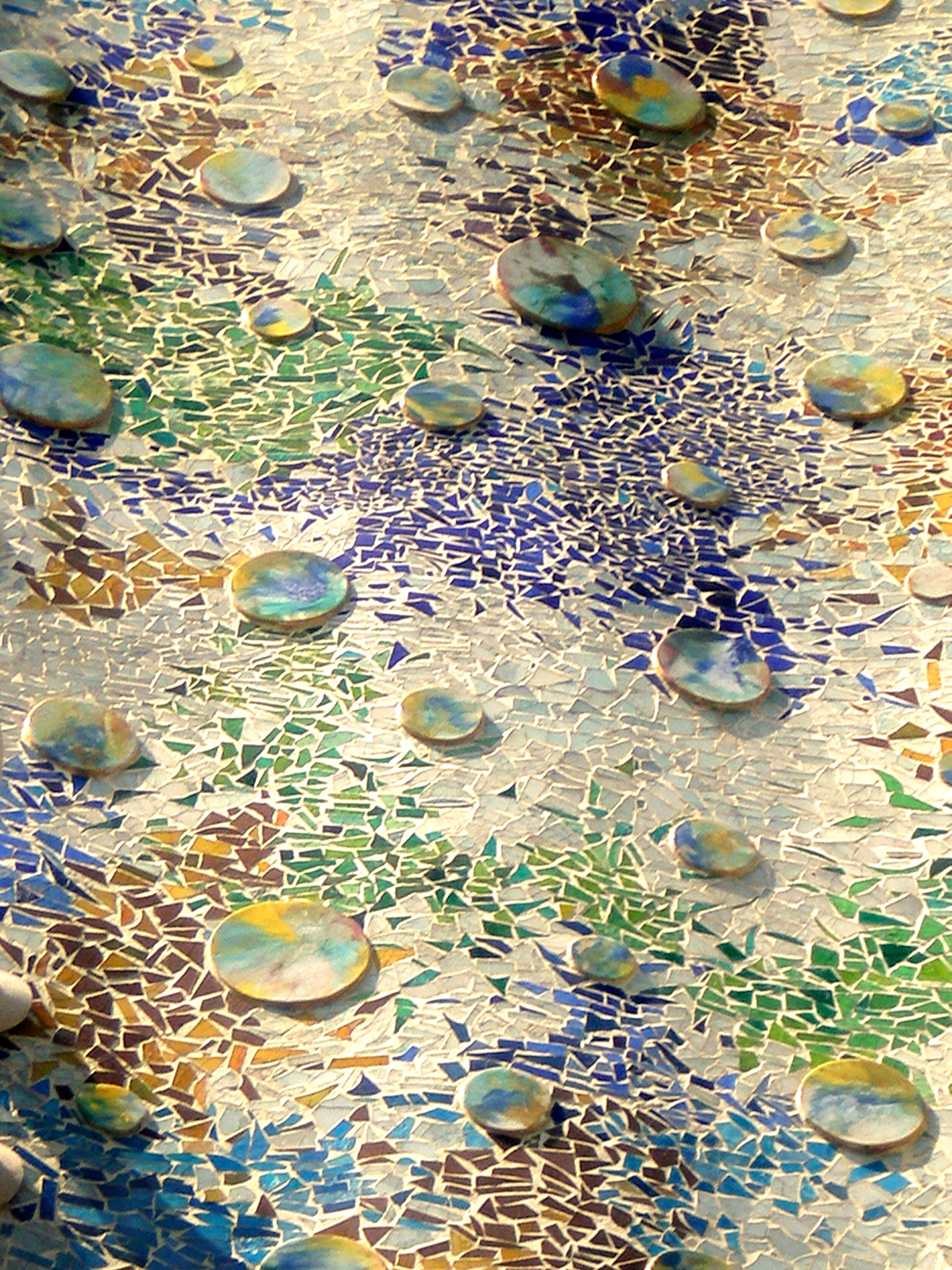
Les Nymphéas.

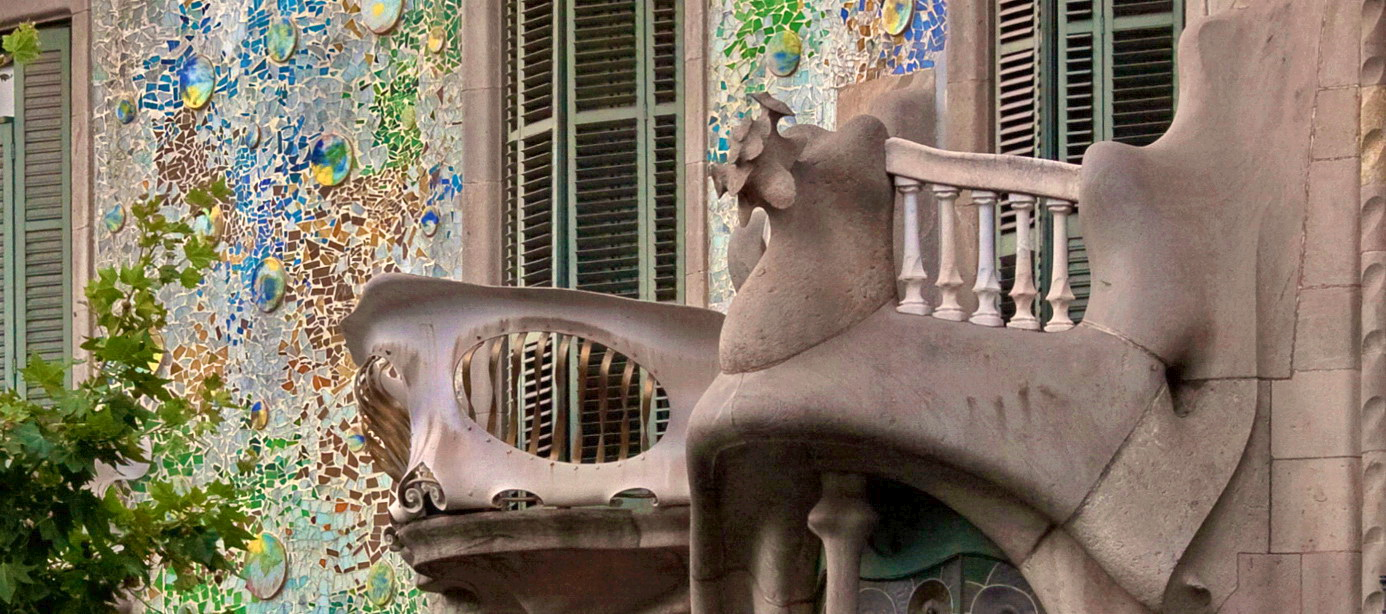
Les deux types de balcons.

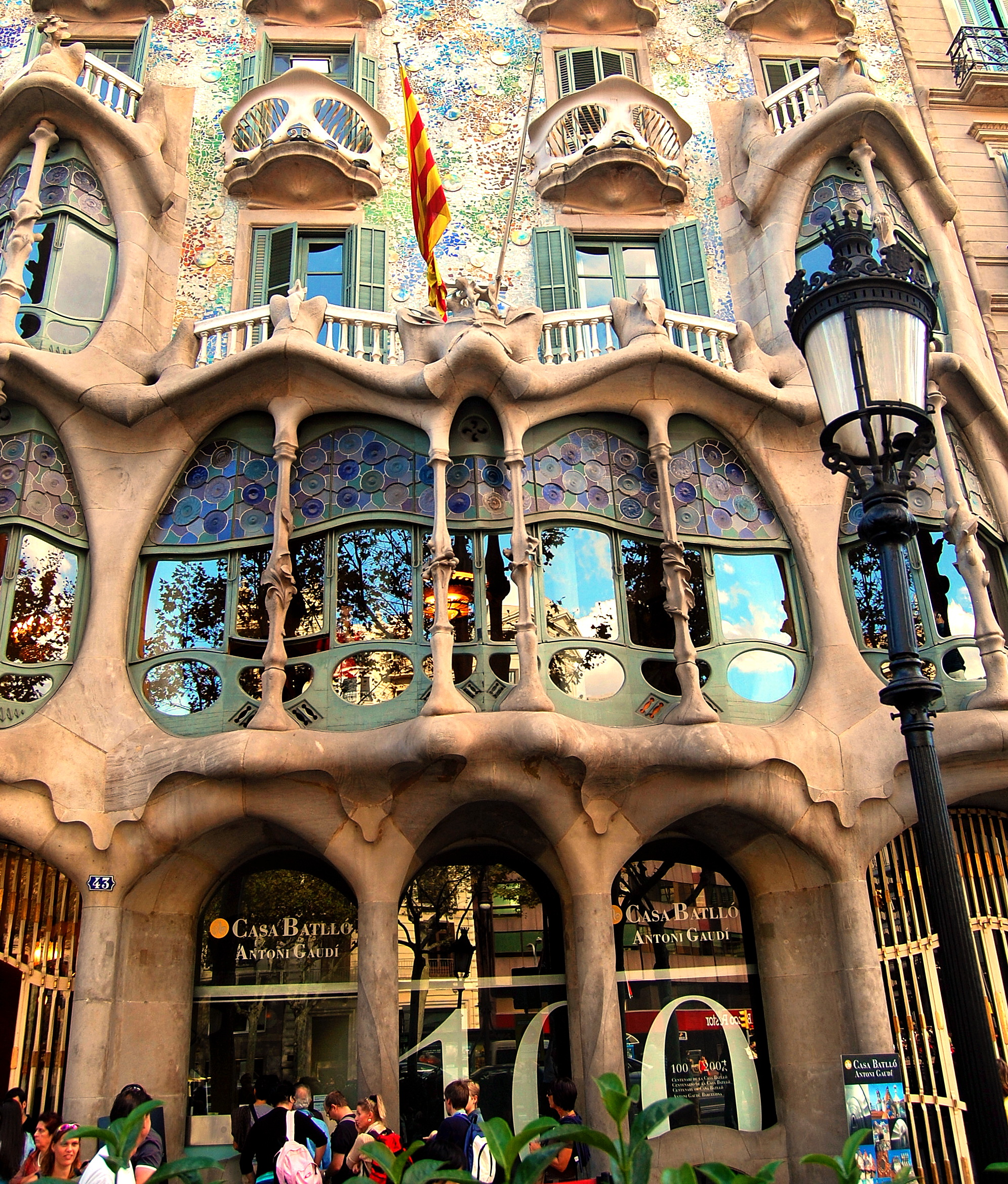
La partie basse de la façade en grès.

La partie supérieure de l'édifice est dominée par un renflement qui commence au niveau des toits latéraux et qui permet de dissimuler la salle où était entreposée l'eau. C'est aujourd'hui une salle vide. Son profil rappelle les formes arquées d'un dragon, dont les tuiles en céramique seraient les écailles. Le monstre mythique a la tête à droite ; une petite fenêtre triangulaire y fait office d'œil. La légende raconte que l'orientation de cette fenêtre permettait à Gaudí d'observer la Sagrada Família qu'il construisait simultanément, chose impossible aujourd'hui à cause des constructions récentes de la ville. Les éléments aux reflets métalliques qui simulent les écailles du monstre présentent un dégradé de couleur : elles sont vertes à droite, sur la tête, et passent au bleu intense et au violet sur la partie centrale. Enfin, elles tirent sur les vermillons et roses intenses sur le côté gauche, la queue. Les éléments de céramique sont disposés comme des tuiles d'après une technique alors nouvelle que Gaudí et Domènech i Montaner utilisèrent après avoir étudié les ouvrages du Pays Valencien.
Tout en haut de l'édifice, suggérant l'échine du dragon, se trouvent deux types de céramiques singulières. Les unes sont des tuiles aux formes sinusoïdales, qui terminent la structure. Elles sont de la même couleur que les tuiles du toit. Les secondes sont des tuiles de couverture en forme d'armure ou de carapace de tortue qui forment les jointures avec les précédentes. Celles-ci prennent des tons variés, orangé à droite, vert au centre et bleu à gauche.
L'un des éléments les plus remarquables de la façade est la tour couronnée d'une flèche à la façon des églises. Celle-ci est en céramique et est surmontée d'une « croix gaudienne » dont chacune des quatre branches est orientée vers un point cardinal, de la même façon qu'au parc Güell. La flèche est formée de la superposition de deux bulbes végétaux, le premier est énorme et donne naissance à un bulbe plus petit. La fleur qui sort de ce dernier est la croix gaudienne à quatre branches. Poursuivant la métaphore fleur-croix, les branches de la croix se terminent par des bourgeons annonçant une floraison prochaine.
La tour d'où sort cette plante est décorée des monogrammes de Jésus (JHS), Marie (un M avec une couronne ducale) et Joseph (JHP), faits à partir de morceaux de céramique dorée qui ressortent du fond vert recouvrant la façade. Ces symboles montrent la profonde piété de Gaudí, qui choisit pour la Casa Batlló les symboles de la Sainte Famille, alors qu'il construisait en parallèle la Sagrada Família.
La flèche et la croix furent réalisées à Majorque et certains éléments furent abîmés pendant le transport. Malgré l'engagement du fabricant de remplacer les éléments endommagés, Gaudí trouva ces brisures esthétiques, rappelant le trencadis de la façade, et demanda à ce qu'elles soient réparées avec de la chaux et soutenues par un anneau de bronze.
La partie centrale de la façade est ornée de façon poétique sur des thèmes aquatiques qui évoquent la surface d'un lac, à la façon des Nymphéas de Monet, avec de légères ondulations et des reflets produits par les verres et les céramiques en trencadis. Ce grand espace ondulé est couvert de plâtre mélangé avec des fragments de verres colorés, combinés avec 350 disques bombés en céramique polychrome qui avaient été dessinés par Gaudí et Jujol à la suite d'essais à Majorque pour la rénovation de la cathédrale de Palma. Certains furent réutilisés pour les bancs du parc Güell et pour la source du jardin de la « maison du curé » de la Colonie Güell,.
Les rambardes des balcons sont en fonte. Pour les concevoir, Gaudí fabriqua un modèle grandeur nature dans les ateliers de la Sagrada Familia avant de les faire fondre. Ce sont huit pièces — sept identiques et une plus grande — qui se trouvent sur la petite terrasse du dernier étage. Elles sont peintes couleur ivoire et les espaces entre les balustres sont fermés par des bandes d'acier torsadé. Les balcons du second étage et deux du troisième étage, donnant à l'intérieur sur les tribunes, ont des balustres hélicoïdales et des rambardes de marbre de Carrare encastrées sous une structure courbe en pierres de Montjuïc et ornées d'une décoration florale sobre.
Enfin, au-dessus de la partie centrale de la façade se trouve un balcon plus petit, également en fonte, qui correspond à la sortie extérieure des combles et est esthétiquement différent du reste, plus proche d'une fleur de nénuphar des lacs de Monet ; sur chacun de ses côtés, deux potences en fer permettent l'installation de poulies pour hisser et descendre les meubles.
Cette partie de la façade est sans doute l'apport le plus intéressant et le plus discuté. D'après Ignasi de Solà-Morales, le dessin de la façade est de Gaudí « formes courbes, crânes des balcons, crête de dragon, etc. » mais le choix des couleurs serait de Jujol, à qui Gaudí avait confié les coloris.
La façade du premier étage, l'étage principal, est faite en grès et montre des formes sinueuses soutenues par deux colonnes et un tronc qui se divise en triangle en son sommet (sans former de chapiteau) à la façon des grands buis. Le dessin est complété par l'élégante menuiserie des fenêtres comblées par des vitraux en plomb multicolores.
Devant les grandes fenêtres, six fines colonnes en forme d'os sont disposées et semblent soutenir l'édifice. Elles ont la forme d'un fémur, ou d'un humérus, avec une décoration florale au centre qui semble être une articulation de l'os. Les formes des espaces vides sont courbes et la pierre semble prendre la forme de lèvres, donnant à l'ensemble l'aspect d'une énorme bouche ouverte, qui lui valut le surnom de Casa dels badalls, « maison des bâillements ». Au second étage, les fenêtres des extrémités possèdent le même dessin, formant des galeries ; mais au centre, au-dessus de la fenêtre centrale, se trouvent les deux balcons précédemment décrits.
Pour Bassegoda, les différents éléments de la façade suggèrent une continuité ; en parcourant du regard l'édifice dans le sens horizontal, l'observateur ne parvient pas à décerner de formes définies, contrairement aux édifices traditionnels où il note des espaces fermés par des polyèdres réguliers.

### Vestibule et escaliers

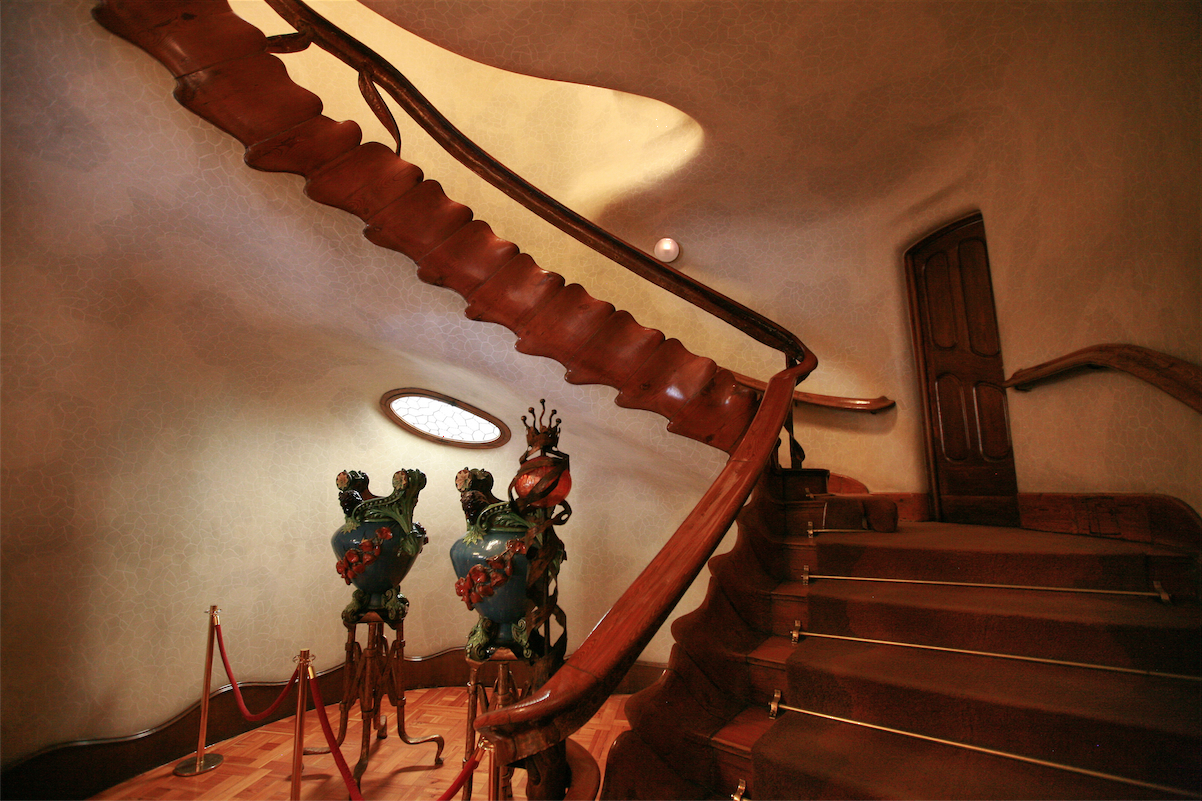
Escalier principal, qui rappelle la colonne vertébrale d'un monstre.

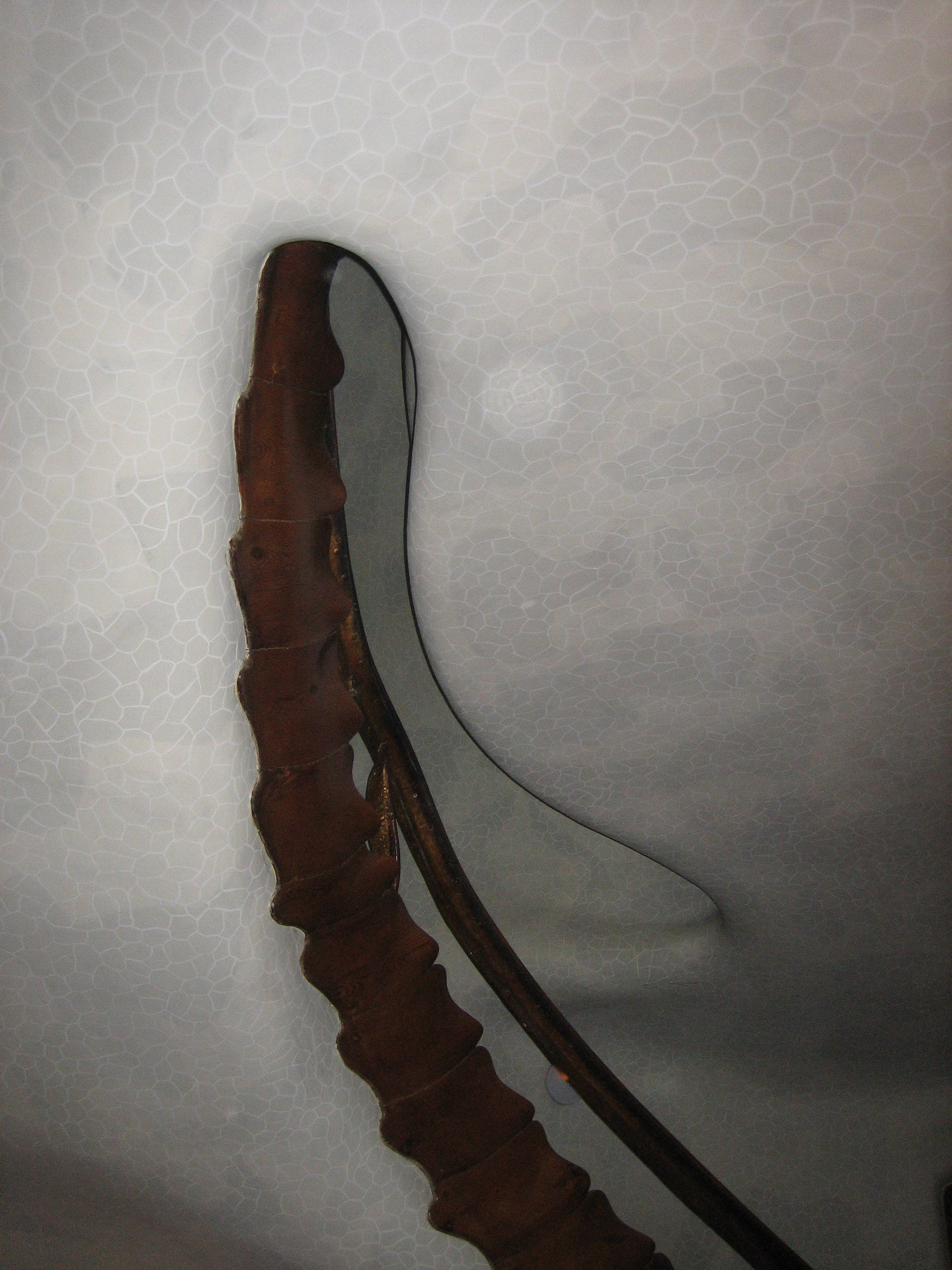
Détail de l'escalier

L'entrée principale est sobre, fermée par des portes de fer forgé peintes de couleur ivoire et dorées comme les balcons. C'est une peinture à base de cérusite que Gaudí avait déjà utilisée en d'autres occasions pour protéger de l'oxydation. Les autres ouvertures du rez-de-chaussée comprennent l'accès aux sous-sols, deux fenêtres, des soupiraux qui auraient pu servir à livrer le charbon et la porte du commerce du rez-de-chaussée. À l'origine, seule la porte extérieure principale, menant à l'escalier, était en fer ; les portes du sous-sol et du commerce étaient en bois et réalisées par le menuisier Eudald Puntí. Actuellement toutes les portes sont en fer comme pour l'entrée principale.
Le vestibule est décoré avec une rampe en céramique aux couleurs bleue et blanche. Au fond, se trouve une petite ouverture, donnant sur l'un des patios, qui éclaire naturellement la pièce. En continuant vers l'intérieur, après un discret encadrement de porte, se trouve l'ascenseur moderniste qui dessert tous les étages et un majestueux escalier qui conduit au premier étage.

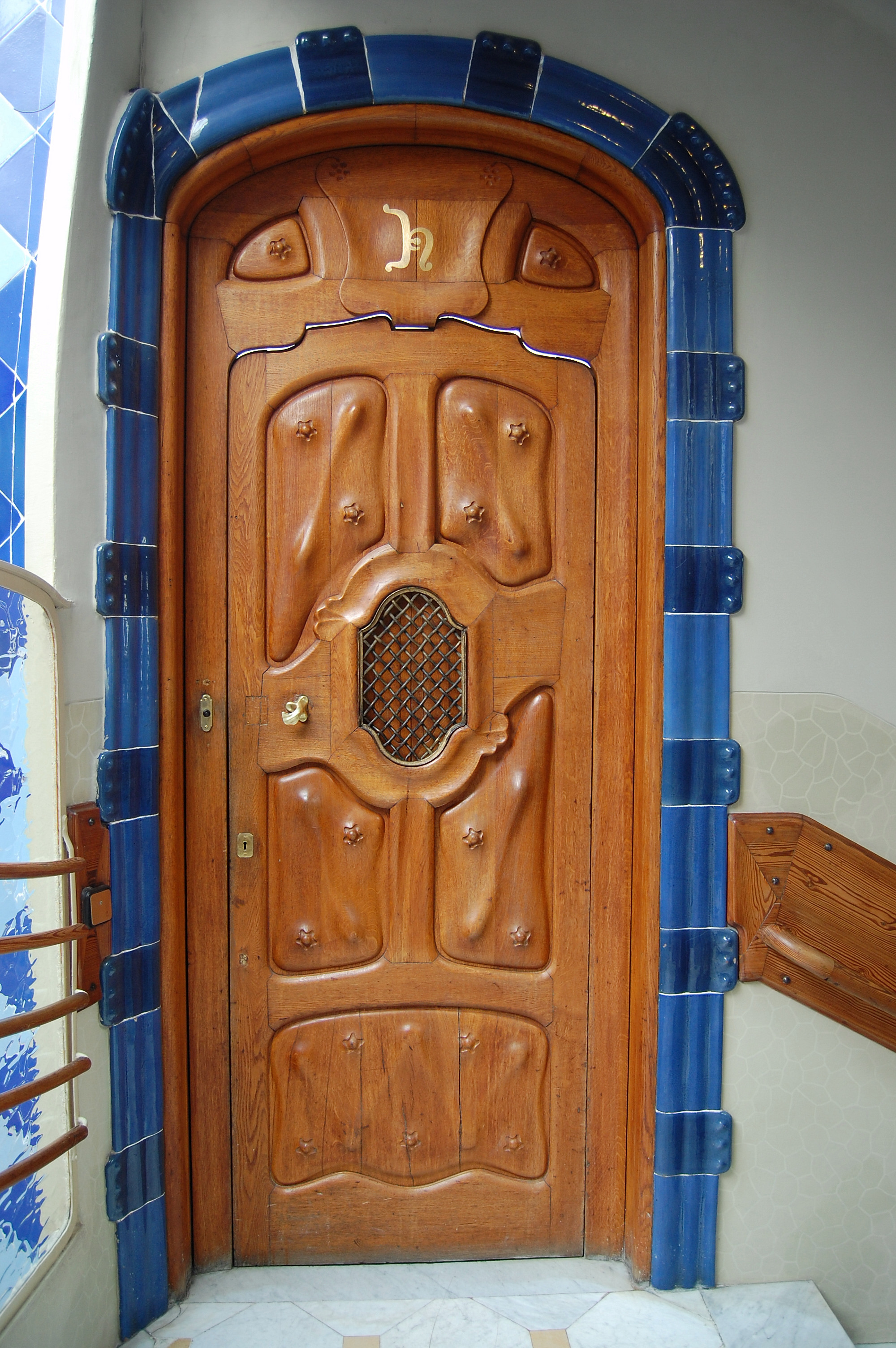
Porte des étages supérieurs.

L'escalier, qui dessert les étages locatifs, encercle la cage d'ascenseur et est situé entre deux jardins intérieurs. Cela lui donne une lumière inusuelle, en comparaison des escaliers habituellement placés dans une cage centrale obscure, car il n'est pas ici fermé par une échiffre aveugle, mais par une simple rambarde et une structure de verre translucide. À chaque palier se trouvent deux portes en chêne sculptées à la gouge, sur le montant desquelles ont été peintes des lettres dorées indiquant l'étage : à la place de la numérotation traditionnelle, Gaudí utilisa ici des lettres de A à I ; la lettre G, initiale de l'architecte, a une graphie spéciale.
L'escalier principal qui permet d'accéder au premier étage — domicile de la famille Batlló — commence dans un vestibule privé de 20 m2 au fond de l'entrée. Ses murs sont ondulés et ne forment aucun angle ou coin, ni entre eux ni avec le plafond qui est dans la continuité des murs, ce qui lui donne l'aspect d'une grotte naturelle. Deux grandes claires-voies décorées de verres hexagonaux permettent l'arrivée de lumière à la façon d'une ruche.
Le majestueux escalier est fait de bois de chêne et incorpore dans son limon des éléments sculptés qui évoquent les vertèbres d'un animal préhistorique. L'ensemble de ces éléments forme une spirale sinueuse qui couvre un angle de presque 180 °, prenant la forme de l'échine d'un monstre géant dans sa grotte. La rampe qui longe l'escalier est munie à ses extrémités d'éléments décoratifs : une tige de métal avec une sphère rouge entourée de deux rubans de fer soutenant une couronne.

### Étage principal

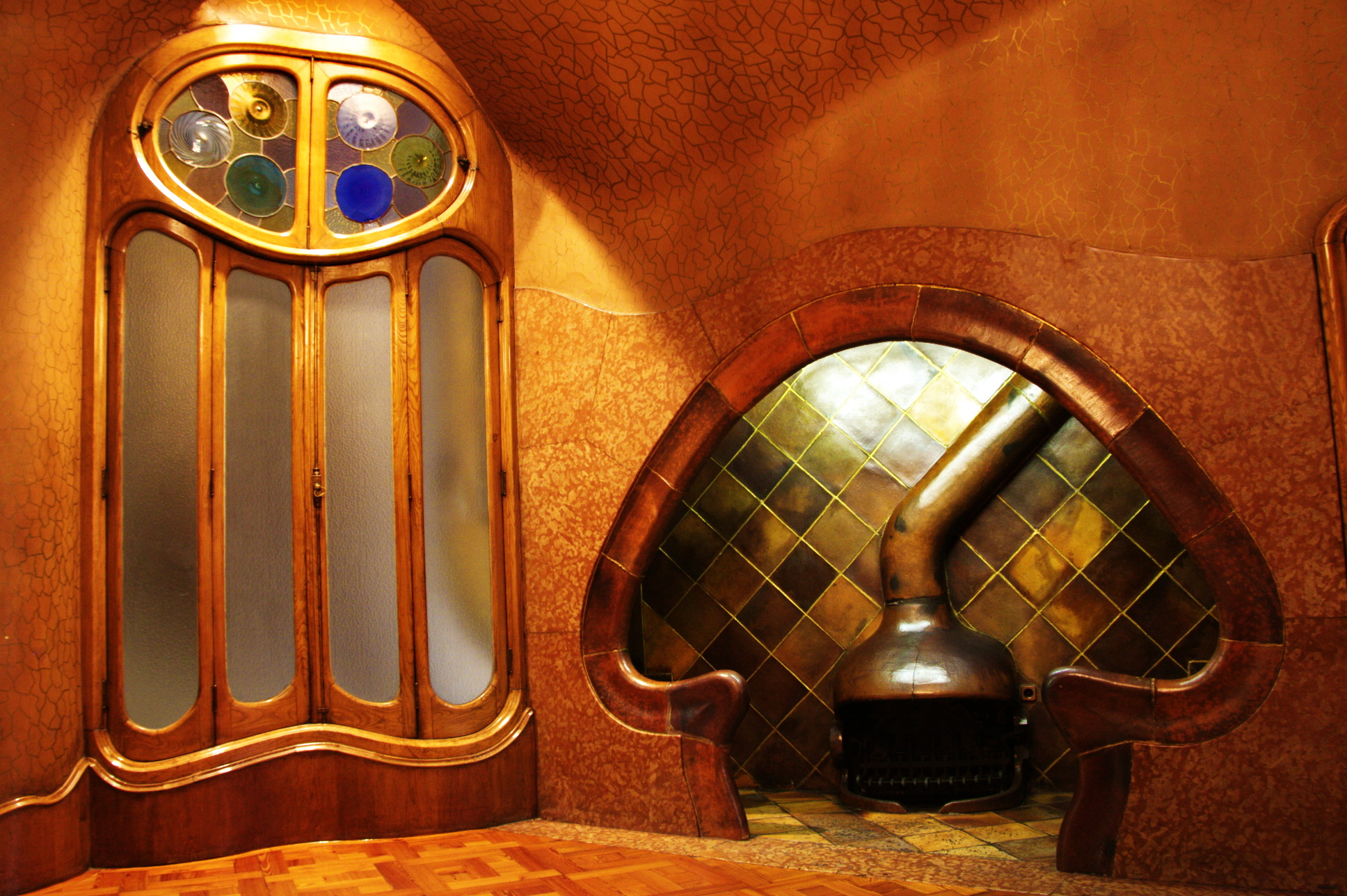
Âtre.

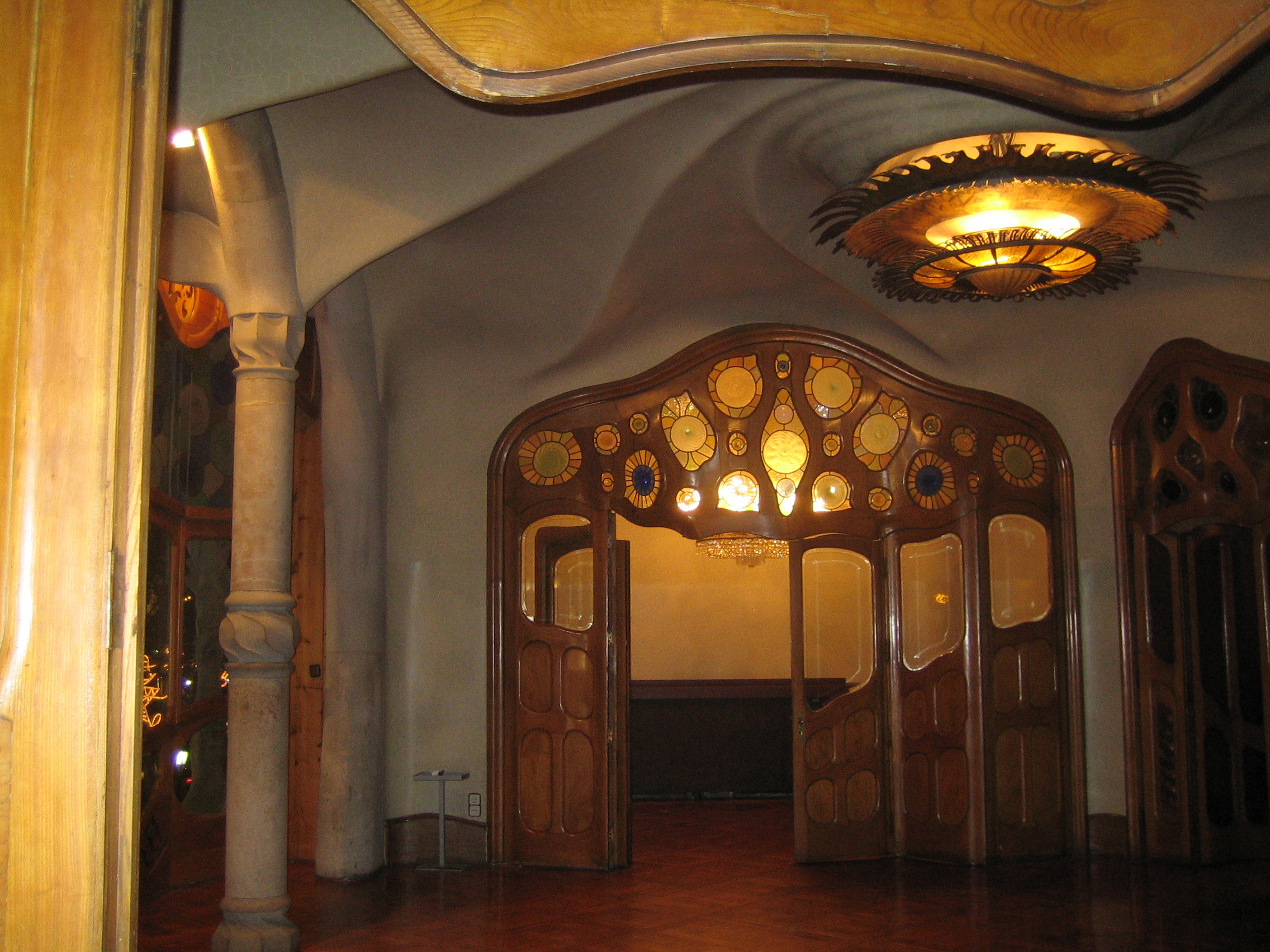
Salon principal.

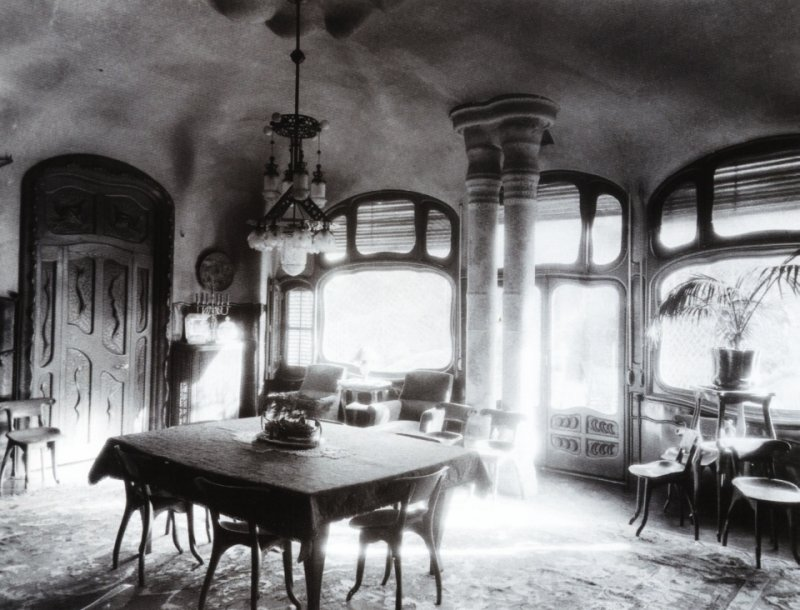
Salle à manger des Batlló avec le mobilier d'origine (1927).

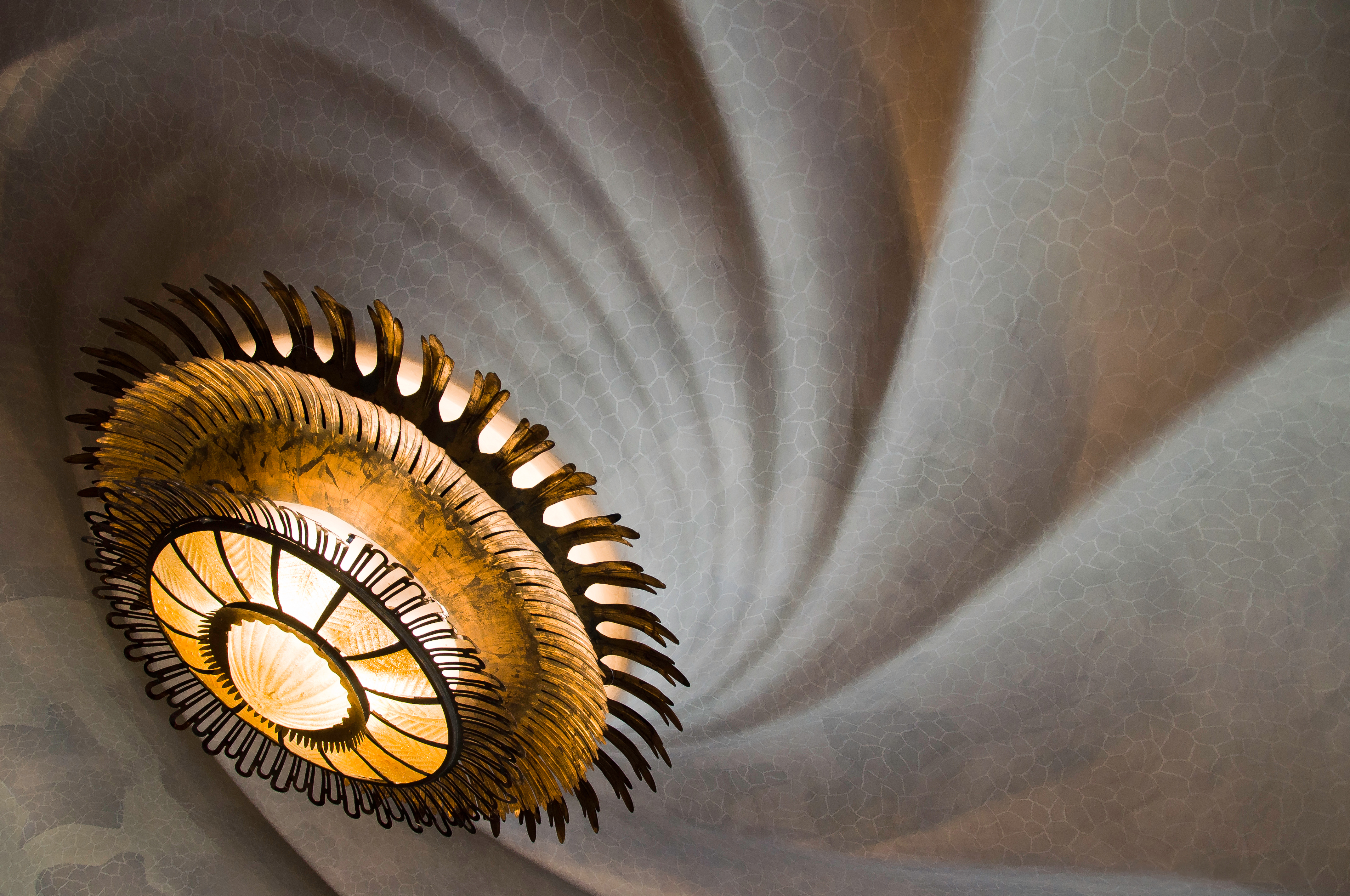
Détail du plafond du salon principal.

Le premier étage est différent des suivants et a fait l'objet de transformations importantes par Gaudí. Il s'agissait du domicile de la famille Batlló et Gaudí prêta une attention particulière à sa conception. Il réalisa une disposition des plafonds et une décoration très élaborées, permettant de jouer avec les ombres et les lumières des différentes pièces dans un espace où toutes les cloisons sont courbes. À cet endroit, la façade est en pierre et forme une galerie. Les fenêtres ont des formes ondulées très différentes les unes des autres, les piliers ont des formes d'os avec leurs articulations.
L'accès à cet étage se fait directement depuis l'escalier principal au fond du vestibule. À son extrémité se trouve une pièce de desserte qui permet d'accéder aux autres. Une première porte mène à une salle contenant l'âtre réalisé par les ateliers Ramon Reguan. C'est une salle dont l'esthétique est consacrée à la cheminée. Le foyer est encastré dans le mur. Deux bancs lui font face, de chaque côté de l'âtre. L'ensemble est rassemblé sous un arc au profil de champignon construit en grès réfractaire. Ce dessin, avec ses sièges en face du feu, symbolise l'union de la famille et s'inspire des zones de cuisines des mas catalans traditionnels où, sous un grand manteau de cheminée, se trouvaient le feu, un chaudron suspendu et des bancs ou arche-bancs. Une version urbaine existait également, qui permettait de créer un espace intime pour les couples. La Casa Navàs à Reus et la Casa Burés à Barcelone possédaient déjà une telle pièce décorée dans un goût très moderniste, contrairement à l’esthétique rustique que Gaudí appliqua ici.
Les autres cloisons sont en stuc doré à la feuille, simulant un craquelé qui rappelle la mosaïque. Ces avant-salles (pièce de desserte et cheminée) donnent sur les salons situés en façade principale, via d'amples portes aux formes exagérément ondulées, en bois de chêne et aux vitres serties de plomb.
Le salon central est un grand espace diaphane situé derrière la façade principale en son centre. Sa verrière au profil sinueux fut pensée pour voir sans être vu à l'aide d'oculus placés dans la partie basse ; la décoration de la verrière est à base de vitraux circulaires comportant différentes tonalités de bleus dans la partie supérieure ; au centre se trouvent des fenêtres à guillotine coulissantes qui s'ouvrent par le biais d'un jeu de contrepoids cachés aux extrémités. Entre ces fenêtres, il n'y a aucun montant, et lorsqu'elles sont toutes ouvertes, elles laissent voir la rue sans aucun obstacle visuel. Cette solution fut réutilisée par Le Corbusier à la villa Savoye et est connue sous le nom de fenêtre-bandeau. À un mètre en retrait de la verrière, exactement en vis-à-vis, se trouvent quatre colonnes intérieures qui passent presque inaperçues. Celles-ci portent des arcs qui soutiennent le mur porteur, formant avec la verrière une galerie.
De chaque côté du salon se trouvent deux pièces plus petites qui mènent aux fenêtres latérales donnant sur la rue. La pièce de droite est un salon intime où l'on peut également accéder depuis la salle de l'âtre et qui communique avec le salon central par des portes ondulées en chêne ornées d’œils-de-bœuf, portes qui peuvent s'ouvrir totalement de façon à ne former qu'un seul espace.
Au-dessus, se trouve un faux plafond en relief en forme de spirale géante en plâtre, orné en son centre d'un lustre si spectaculaire qu'il fut remplacé par une copie,. Cette décoration peut évoquer un tourbillon d'eau et l'ambiance marine de la maison, la spirale d'une galaxie ou une représentation héliocentrique dont le lustre figurerait le Soleil.
De l'autre côté de l'étage, en regardant sur la façade postérieure vers la terrasse, se trouvait la salle à manger privée des Batlló. Sa décoration de bois et de verre fut démontée pour des raisons fonctionnelles lorsque l'édifice fut occupé par des bureaux. En 1991, elle fut remplacée par une reproduction qui permet de voir la salle à manger telle quelle 'était à l'origine.
Le faux plafond de cette salle reproduit les éclaboussures se formant à la surface de l'eau lorsqu'elle est troublée par la chute d'une goutte. Près de la sortie vers le jardin se trouve une paire de colonnes jumelles inspirées des patios des lions de l'Alhambra à Grenade. La base de leur chapiteau est rognée, comme érodée par le temps. Elles sont en stuc passé au feu, avec un « craquelé » similaire à ceux des autres espaces, mais présentant ici une combinaison polychrome, avec des couleurs chaudes et des tons pastels.

### Oratoire

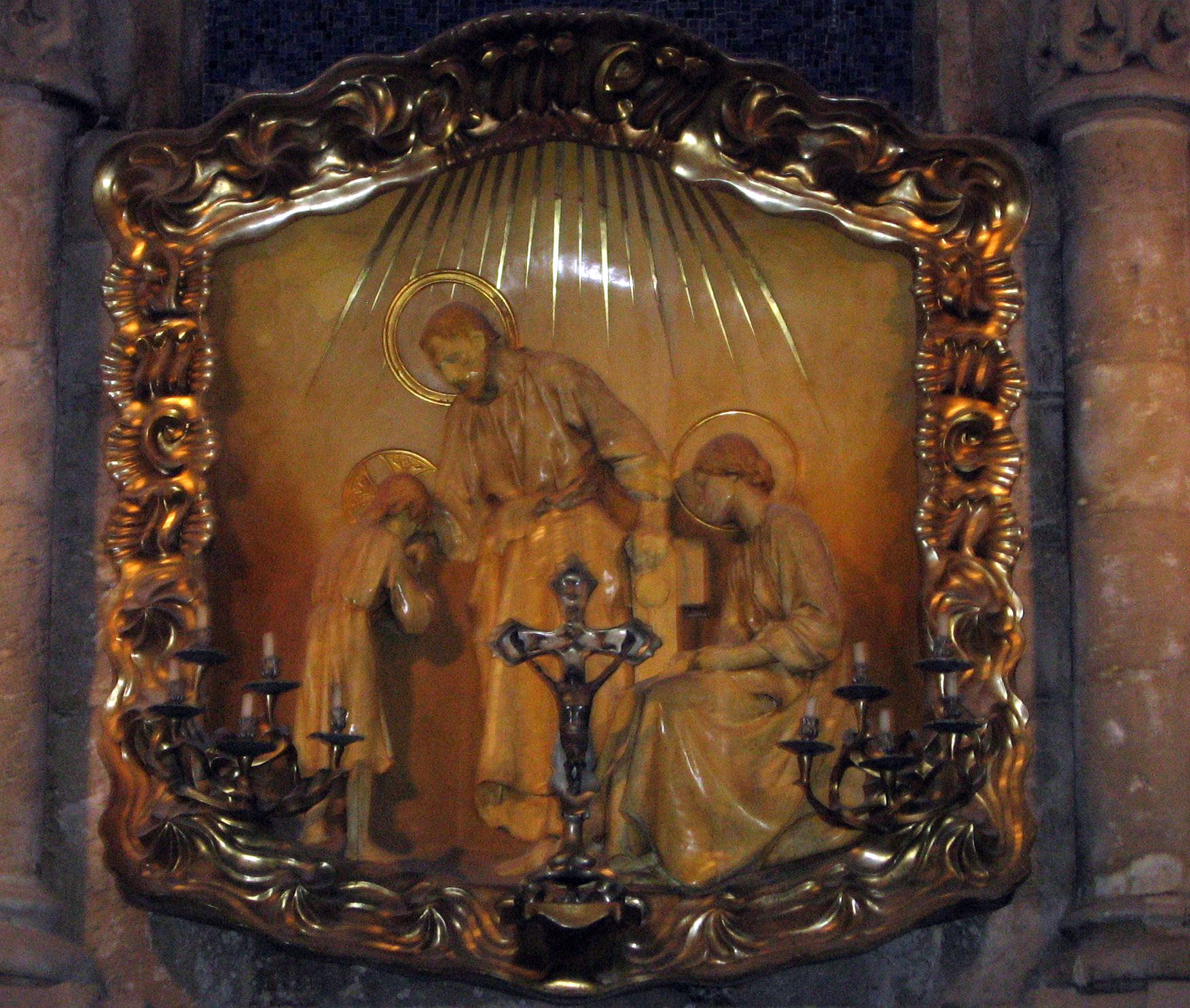
Oratoire de Llimona, actuellement dans la crypte de la Sagrada Família.

Dans le grand salon de l'étage principal qui donne sur la façade du Passeig de Gràcia, se trouvait un oratoire placé dans la concavité du mur du fond ; il était fermé par de grands panneaux de bois qui permettaient de transformer rapidement le salon en chapelle, une solution que Gaudí avait déjà expérimentée pour le Palais Güell. Il contenait un petit autel et un retable en chêne sculptés d'une Sainte Famille réalisée par Josep Llimona i Bruguera, où Jésus adolescent baise la main de saint Joseph devant une table de bois, pendant que Marie observe la scène. Sur la face dorée du retable dessiné par Gaudí apparaît le mot « amen » écrit dans la partie supérieure et verticalement de chaque côté, avec le monogramme « JMJ », référence à Jésus, Marie et Joseph. Divers éléments complétaient l'oratoire : un crucifix en métal sculpté par Carles Mani i Roig, des chandeliers de Josep Maria Jujol et des couronnements de Joan Matamala.
Le crucifix était un « Christ de l'Expiation » réalisé par Mani d'après les études de Gaudí sur la position exacte du corps lors des supplices de crucifixion, un thème pour lequel l'architecte avait réalisé diverses maquettes en plâtre. L'une d'elles est conservée au musée Gaudí du parc Güell. Le retable fut démonté et la famille Batlló le garda en sa possession à Madrid durant de longues années jusqu'à ce qu'il soit remis à la Sagrada Familia en 2001.

### Patios

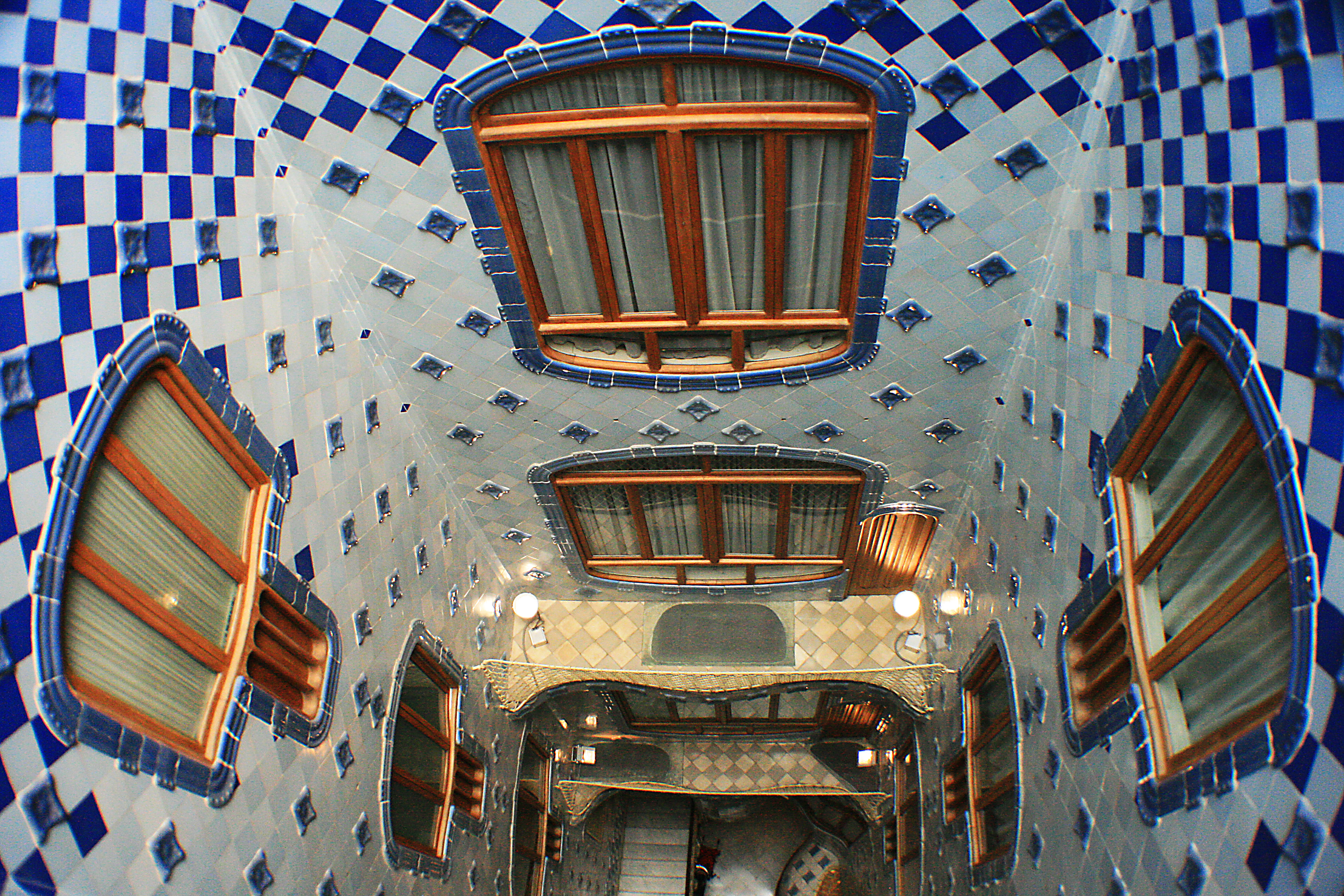
Dégradé de couleurs dans le puits de lumière.

Les patios comptent parmi les éléments les plus novateurs de la transformation de l'édifice. L'architecte comprit que pour construire un espace uni en accord avec la sensibilité humaine, il fallait supprimer les décorations qui pouvaient rompre l'effet d'ensemble. Il décida de compenser les différences naturelles d'illumination entre la partie haute et la partie basse par un ingénieux dégradé de couleurs à base de céramiques qui recouvrent les murs. Les tons partent du bleu de cobalt en haut jusqu'au blanc en bas. Par ce conditionnement chromatique, la paroi semble avoir une couleur uniforme lorsqu'elle est vue depuis le bas. Appliquant la même logique, Gaudí proportionna la hauteur des fenêtres à leur situation. Les plus basses sont les plus grandes. De plus, les trente-deux fenêtres qui donnent sur les patios sont équipées de persiennes à soufflet qui permettent de réguler l'entrée d'air frais depuis l'extérieur sans ouvrir les fenêtres.
La partie supérieure des patios est munie d'une couverture de verre rehaussée de 30 cm pour faciliter la ventilation en cas de pluie. Ces vitrages recueillent les eaux qui sont évacuées au centre sur une structure qui traverse le jardin et permet d'y accéder pour nettoyer les vitres.
Les menuiseries de plein air sont une combinaison de pin sylvestre à l'intérieur et de châtaignier à l'extérieur.

### Intérieur de la façade

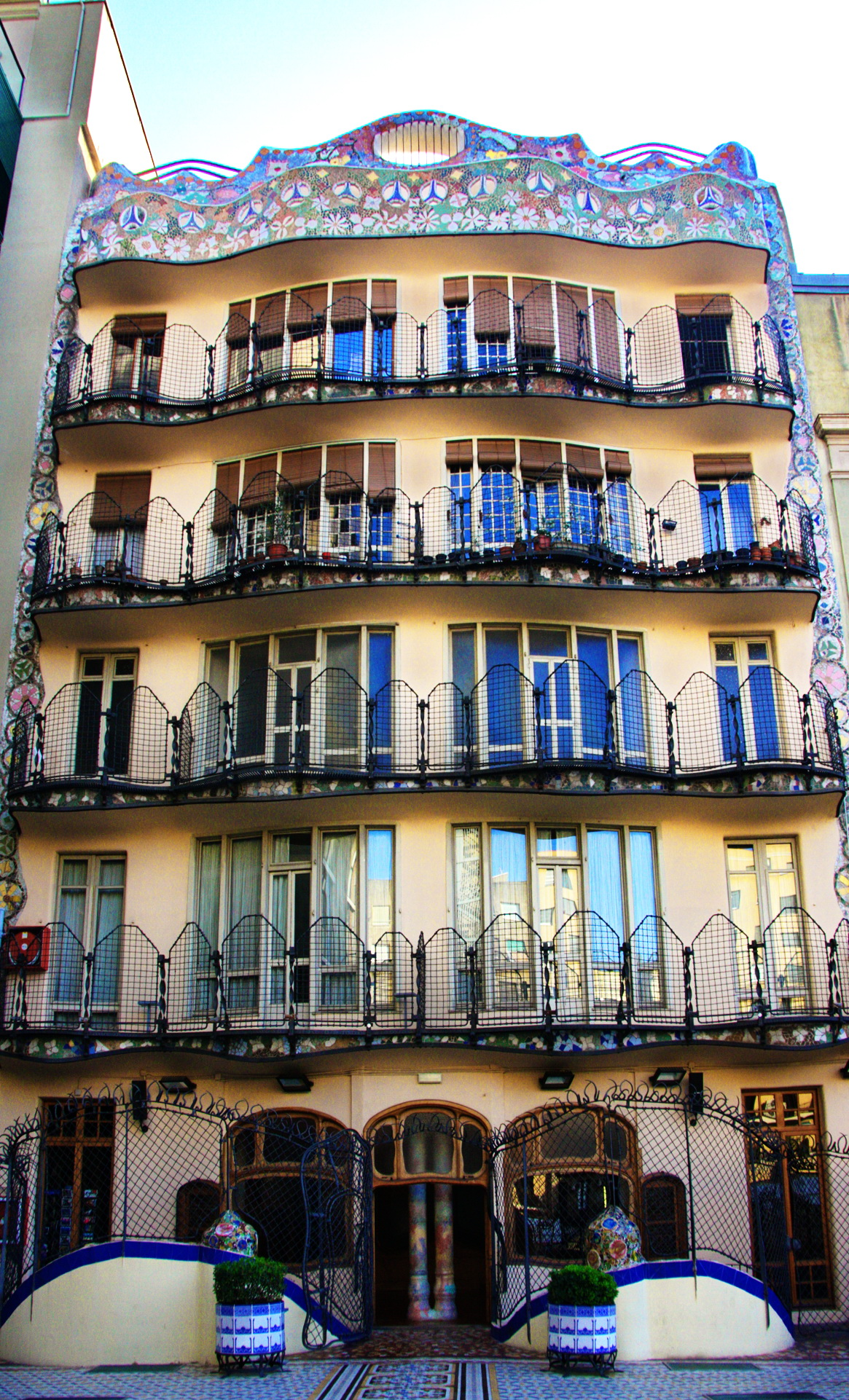
Intérieur de la façade.

L'intérieur de la façade est décoré de trencadis multicolores dessinant des guirlandes et de bouquets de fleurs évoquant des lianes qui pendraient de la terrasse. La partie haute présente une forme ondulée très dynamique qui renvoie à l'inspiration marine de Gaudí.
Le trencadis de la partie supérieure de la façade possède une singulière capacité expressive donnée par ses couleurs très vives et ses motifs floraux. Les rambardes des balcons sont faites en fer forgé et installées au dernier étage. Les rambardes du haut de l'édifice sont également décorées de trencadis de façon que l'observation depuis la terrasse inférieure du haut de l'édifice embrasse visuellement les décorations de la rambarde et du sommet dans un unique tapis multicolore.
Au pied de cette façade se trouve la terrasse de l'étage principal à laquelle on accède par la salle à manger en traversant un passage entre deux grandes claires-voies qui illuminent les sous-sols et confèrent à l'ensemble l'aspect d'un pont-levis qui unirait l'intérieur et l'extérieur. De chaque côté de ce passage, et symétriquement, se trouvent des grilles bombées aux formes complexes qui protègent les fenêtres et renforcent l'idée de murailles avec leur hauteur de 3 m.

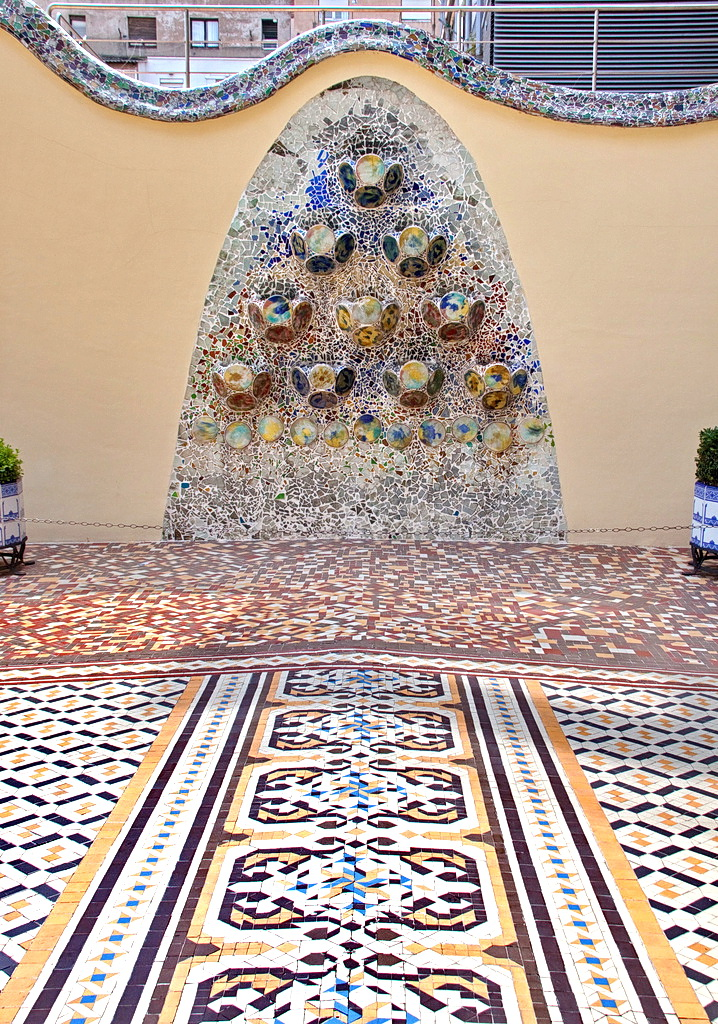
Jardinières sur le mur du fond de la terrasse intérieure.

L'espace de la terrasse est séparé des édifices latéraux par des grilles de même facture que celles de la façade. Au fond, un mur au profil ondulé couronne l'intérieur de la façade et isole la propriété de la vue à partir de l'extérieur de l'îlot. Il est décoré de trencadis au sommet et au centre ; juste en face de la porte de sortie vers la terrasse, un grand mur de trencadis de forme parabolique rappelle les formes des arcs des combles. Depuis ces mosaïques, des jardinières singulières sortent comme si c'étaient des protubérances faites avec des disques en céramiques de la façade principale. Elles donnent l'impression d'un jardin suspendu. D'autres jardinières, mobiles, composées de pots en fer forgé recouverts de céramiques bleues et blanches, sont réparties sur la terrasse. Il ressort de l'ensemble un jeu de couleurs tenant du kaléidoscope.
Les sols sont en grès de Reus ; c'étaient des éléments du pavage intérieur de l'édifice qui préexistaient et que Gaudí réutilisa sans respecter leur disposition originale, en laissant à ses ouvriers un libre choix pour les placer. Une lésène est formée à la limite entre la porte de sortie et le mur parabolique couvert de trencadis qui ressemble à un grand tapis.

### Combles

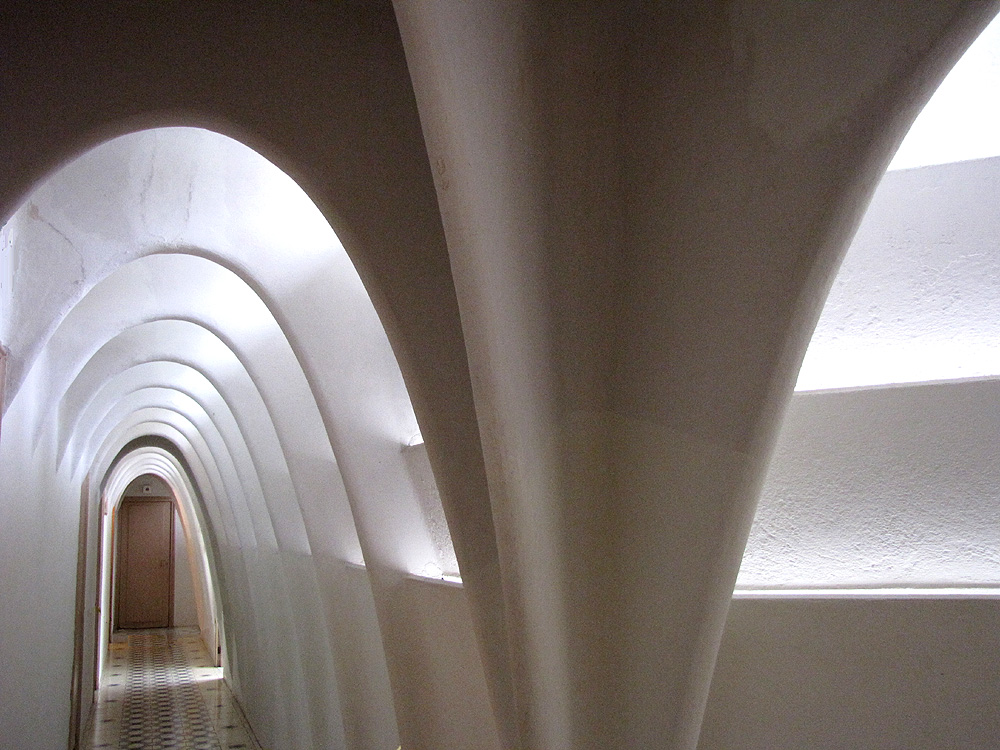
Couloir d'arcs caténaires.

Au-dessus du dernier étage se trouvent de grands combles où Gaudí utilisa une de ses techniques clefs, l'arc caténaire, pour soutenir le toit. Selon l'usage catalan, il utilisa comme matériau de la briquette plate importée d'Italie au XIVe siècle.

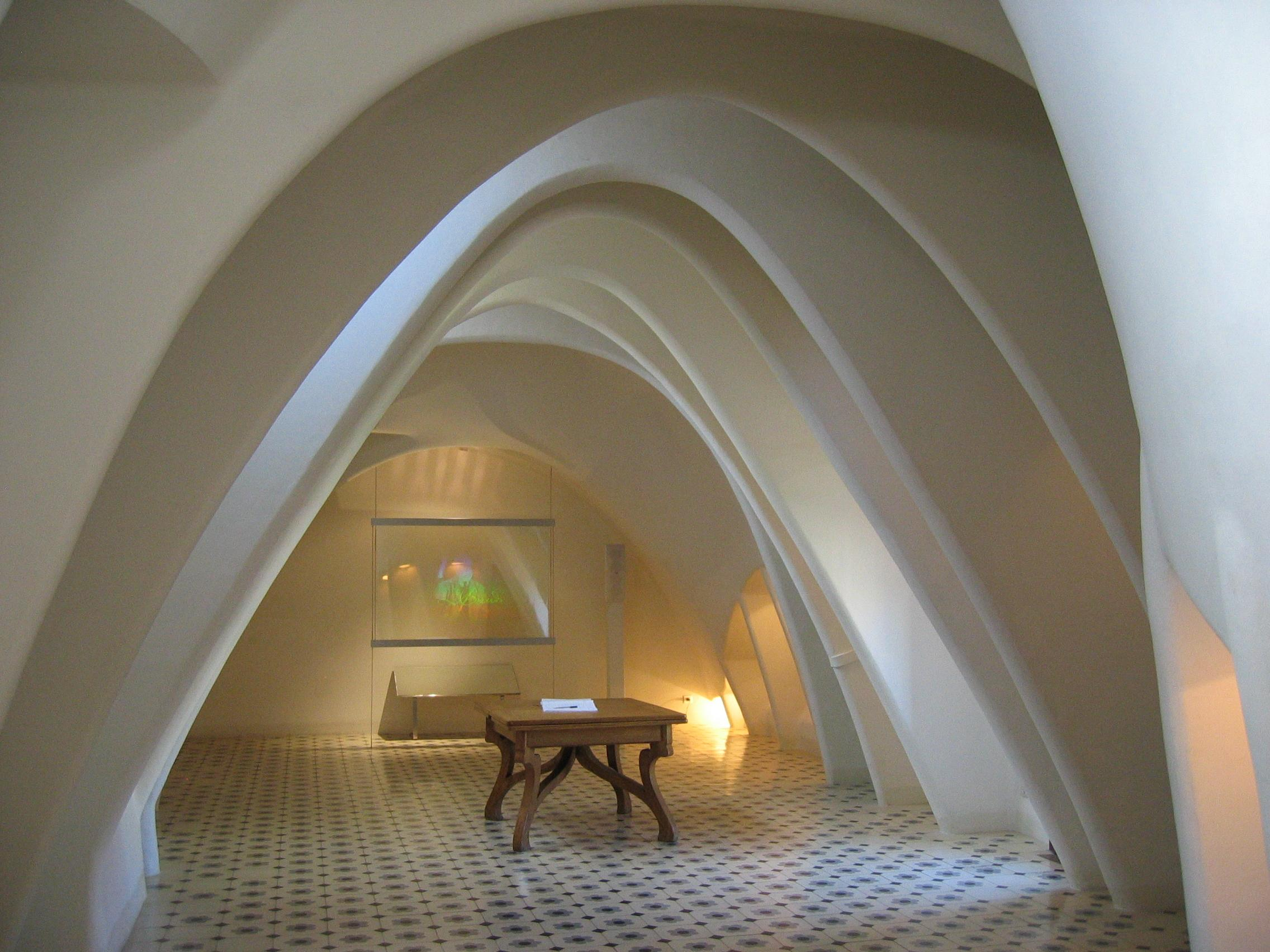
Le ventre du dragon, la grande salle des combles.

Dans les combles se trouvaient les dépendances, les pièces de service et des éviers et bassins sous une couverture en voûte catalane soutenue par soixante arcs caténaires qui ressemblent aux côtes d'un énorme animal. Elles sont distribuées en deux longs couloirs qui entourent les patios, répartissant les salles à la périphérie du bâtiment. Au niveau de la façade, une grande salle actuellement connue sous le nom de « ventre du dragon », était consacrée à l'étendage de la lessive. Les arcs la composant y atteignent leur plus grand espacement, donnant à cet espace une configuration singulière. Tout l'étage jouit de l'éclairage produit par un remarquable jeu de lumières.
Le sol des combles, c'est-à-dire la couverture de l'étage inférieur, est constitué de solives de fer, surmontées de structures en briques et en fer soutenant les arcs. La charge des arcs est transmise aux extrémités des solives puis verticalement aux murs porteurs. Cette forme permet d'éviter que des forces et tensions ne soient transmises vers l'extérieur.
Ces arcs caténaires sont régulièrement espacés, formant des espaces latéraux qui régulent la lumière. Des voûtes catalanes s'y appuient, les liant deux à deux, et servent à la fois de plafond et de base du toit.

### Toit
Le toit possède quatre ensembles de cheminées de 6,10 m de haut, couvertes de fragments de verre et de trencadis polychromes aux motifs floraux, à mi-chemin entre les forêts de cheminées du Palais Güell (1888) et de la Casa Milà (1910). Leur dessin spécial permet d'éviter que l'air ne s'y engouffre.

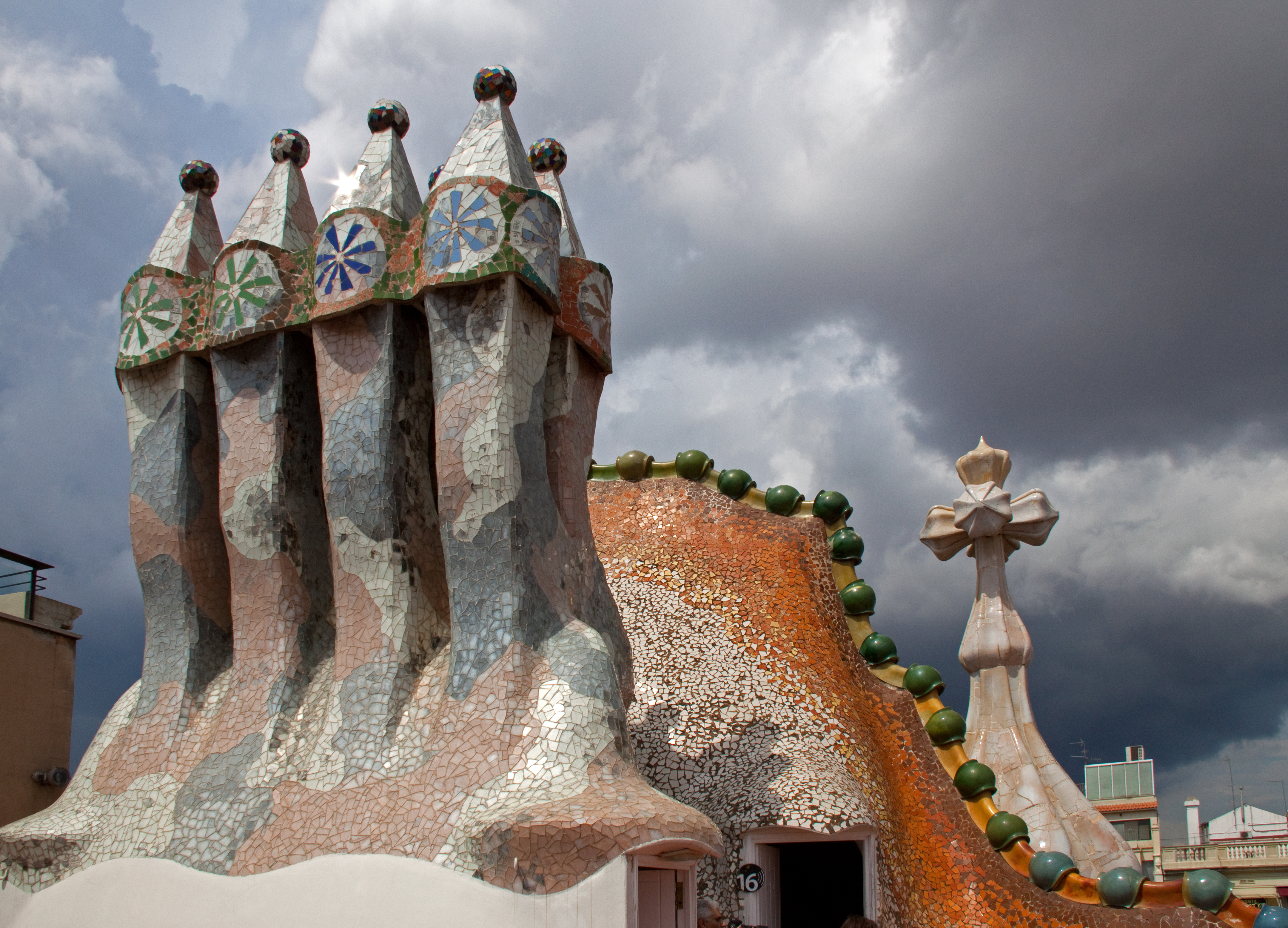
Un des quatre groupes de cheminées couronnant la sortie d'escalier. Derrière se trouve le couronnement en forme d'échine de dragon qui couvre les citernes d'eau.

Le toit de la Casa Batlló, un des plus spectaculaire de l’œuvre de Gaudí, constitue la plus grande sculpture polychrome de l'édifice. Construit sur les arcs caténaires des combles, c'est un espace rectangulaire divisé en son centre par les ouvertures des patios. La partie avant couvre une grande salle où étaient installés les réservoirs d'eau, au niveau le plus élevé de la façade. Gaudí associa un sens esthétique — l'échine du dragon — à une nécessité fonctionnelle, à une époque où l'eau courante n'avait pas la pression suffisante pour satisfaire aux normes de confort. Si la vision extérieure du toit simule les écailles d'un dragon, le côté intérieur de la rambarde du toit ressemble à la carapace d'un crabe ou d'une tortue avec un fort dégradé de l'orange au blanc.
Les cheminées sont groupées à la manière de champignons et présentent des courbures qui leur donnent le dynamisme et l'expressivité d'une sculpture. Chacun des conduits de fumée, au profil carré, est couvert par une flèche pyramidale très aiguë, avec une forte pente qui permet d'évacuer l'eau de pluie et qui évoque les sommets des obélisques. Aux pointes, ces flèches portent des boules qui font rebondir les gouttes d'eau, une forme qui rappelle les casseroles que l'on posait en haut des poteaux. À l'origine, ces boules en verre étaient remplies de sable coloré ; lors de la restauration de 1983, elles furent remplacées par les boules actuelles en ciment incrusté de verre. Les cheminées étaient décorées et protégées par un trencadis polychrome de verre et de céramique aux teintes aqueuses qui évoquaient les nuages et la pluie. En tout, vingt-six cheminées sont distribuées en quatre groupes : un premier groupe de huit cheminées derrière la salle du dépôt d'eau (derrière le sommet de la façade) ; un second groupe avec huit autres sorties est situé sur la partie intérieure de l'édifice, presque en miroir du premier groupe vis-à-vis du puits de jour formé par les patios ; le troisième groupe avec six autres cheminées est situé du côté de la mer, près de la Casa Amatller, à mi-chemin entre la façade et le fond ; un quatrième groupe de quatre cheminées est au même niveau que le précédent, mais côté montagne, collé à l'autre maison voisine.

## Innovations

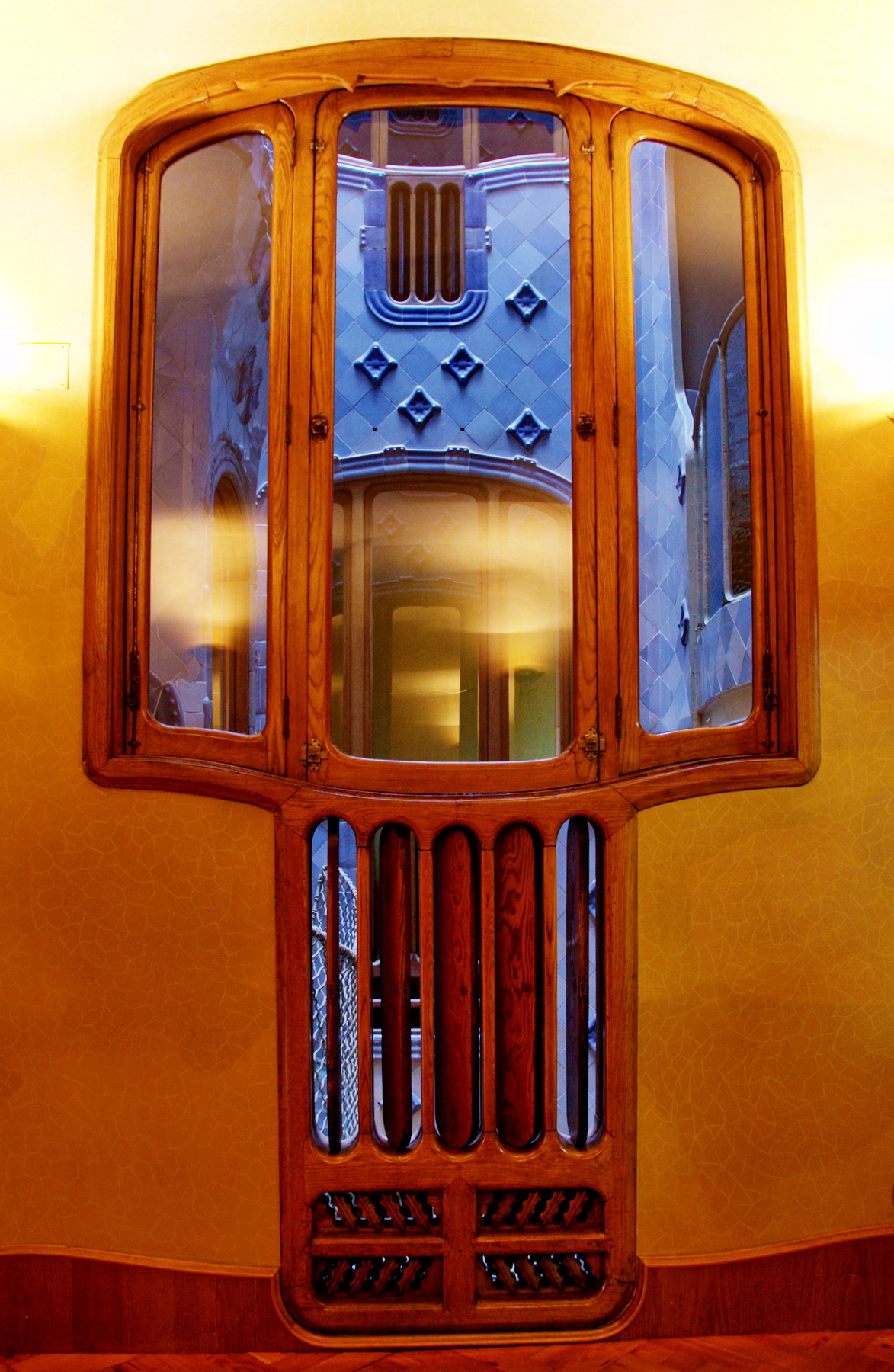
Fenêtre intérieure avec le système de ventilation.

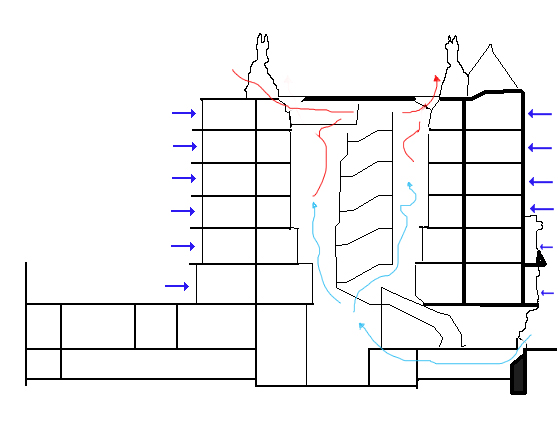
Schéma de ventilation naturelle du bâtiment.

Gaudí conçut l'édifice en s’inspirant de la nature, comme un organisme vivant où chaque élément vit et accomplit une fonction, non pas passive comme des contreforts gothiques, mais dynamique,.
Selon Oriol Bohigas, Gaudí ne poursuivait jamais d'objectif rationaliste dans la conception d'une structure. À partir d'un critère de construction préétabli, il déterminait la forme la plus expressive permise par les contraintes architecturales, « avec un goût pour la complexité des espaces et des volumes et un désir de sacrifier le plan à l'espace organique » qui interférait avec l'espace et troublait les limites du bâtiment. Ces tendances sont particulièrement marquées dans la Casa Batlló où tribunes et balcons effacent la frontière entre l'intérieur et l'extérieur.
Gaudí se distingue par ses choix dans la disposition des espaces qui créent une ambiance confortable, spécialement quant à la ventilation naturelle : en cela il suivait peut-être les enseignements des Entretiens de Viollet-le-Duc. Si, au Palais Güell, il avait expérimenté ces techniques, il les développa considérablement pour la Casa Batlló. Du point de vue de la ventilation et de la lumière, l'architecte conçut cette œuvre avec des critères qui seraient aujourd'hui considérés comme écologiques. Il éclaira les chambres centrales au moyen de patios faisant office de puits de lumière. Il répartit la lumière par de grandes claires-voies et des jeux de couleurs à base de céramiques dans ces chambres et dans les sous-sols.
La distribution des appartements de la Casa Batlló, étalés entre les façades pour profiter d'une ventilation croisée, était déjà typique des bâtiments de l'Eixample à Barcelone pour atténuer la chaleur de l'été. Mais Gaudí y ajouta un ensemble d'ouvertures sous les fenêtres pour profiter de l'entrée d'air frais et des brises nocturnes de l'été. Cette solution permet d'ajuster la quantité d'air qui entre par le biais de fentes réglables et d'un jeu de plaquettes de type persiennes qui régulent la circulation d'air. Ces petites fentes sont également présentes sur les portes intérieures. Ce fut également Gaudí qui dessina les mécanismes qui permettent d'en régler l'ouverture. Le dessin des patios crée un effet de cheminée par convection de l'air chaud du bas vers les couches supérieures où il s'échappe par des aérations situées à côté des claires-voies. De plus, la chaleur de l'air dans la partie supérieure, sous la claire-voie, induit une circulation d'air qui « attire » l'air frais des couches plus basses. Des canalisations en béton garantissent l'arrivée d'air froid, en passant de la façade principale jusqu'à la partie basse des patios par les sous-sols du bâtiment, technique traditionnelle inspirée des mas catalans,.
Les combles ont une fonction d'espace de service, pour la blanchisserie, pour étendre et sécher le linge. Conséquence de l'humidité, une bonne ventilation était absolument indispensable. Gaudí la généra en construisant deux escaliers pour desservir cet étage et le toit, un de chaque côté du bâtiment, créant une ventilation croisée. Les chambres qui entourent les patios à l'étage inférieur possèdent également une ouverture vers le haut — dans les combles — qui complètent l'arrivée d'air frais et garantissent une bonne ventilation.

## Symbolique

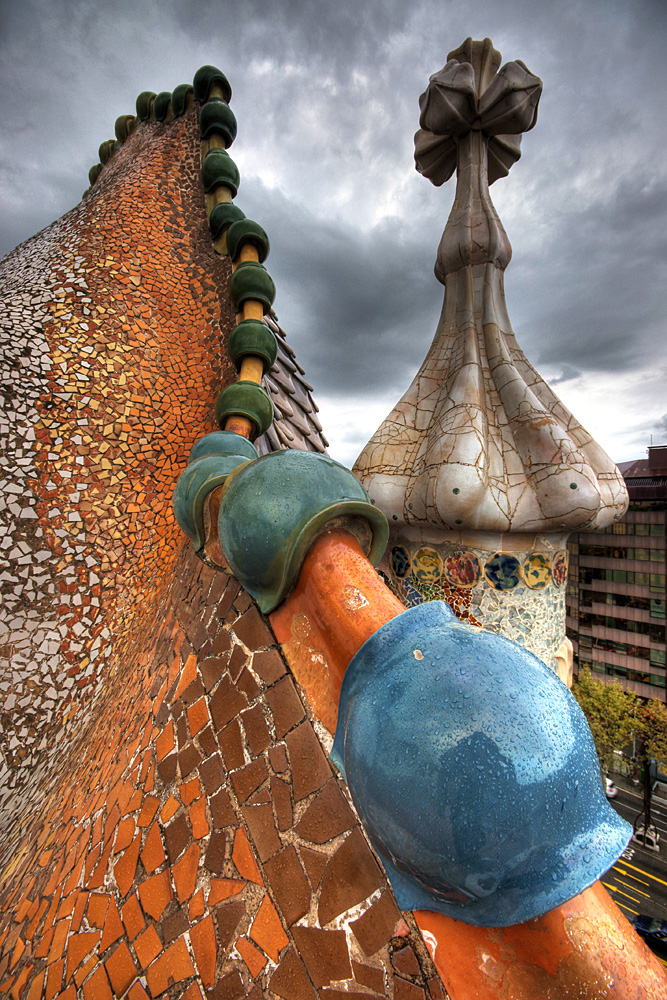
Croix et détail de la toiture avec des éléments ressemblant à des pièces d'armures ou à des carapaces de tortues.

À cause du manque d'explicitations provenant directement de Gaudí, le sens des formes et des couleurs de la façade eut de nombreuses interprétations, toutes vraisemblables. Certains virent dans les rambardes des balcons des masques vénitiens et interprétèrent la décoration polychrome de la façade comme des confettis. D'autres affirmèrent que l’ondulation de ce tapis polychrome à dominance de verts et de bleus avait sans doute un sens aquatique pour laquelle ils fournirent diverses sources d'inspirations, depuis des surfaces lacustres inspirée par Monet jusqu'aux eaux transparentes de la Costa Brava.
Une des thèses les plus communes est que l'ensemble de l'édifice s'inspire de l'ambiance marine, d'une énigme sous-marine. Cette approche est appuyée par la vision naturaliste de l'architecte, par la domination notable des bleus marine et des tons ocre propres aux roches de la Costa Brava. Le bleu, très présent sur la décoration des céramiques, commence par des tons doux qui entourent l'intérieur du vestibule, change d'intensité dans les patios, devient un bleu marine à l'extérieur dont différentes nuances sont présentes sur la façade. L'escalier principal est construit dans une pièce qui rappelle une grotte sous-marine ; il conduit à l'étage principal qui est organisé à la façon d'un refuge marin, d'un bocal ou d'un sous-marin qui isolerait et protégerait les habitants contre le monde extérieur. Les formes courbes des portes et fenêtres évoquent l'intérieur d'un bateau et les montants des portes en chêne sont sculptés de serpents de mer, de fossiles et autres formes de la nature.
L'inspiration naturaliste de l'édifice mena Gaudí à réutiliser, pour les efforts mécaniques, les systèmes développés par des êtres vivants. Ainsi, les piliers ressemblent à des humérus ou à des fémurs ; les bases et les chapiteaux ont des formes de vertèbres ; les balustrades des balcons du premier étage sont des phalanges ; les grilles convexes faites de tubes de fer protègent les yeux des balcons à la manière des cils et les balcons rappellent des côtes.
L'interprétation de Lluís Permanyer i Llagós suggère une vision moins profane et plus épique que les précédentes. Il indique que la symbolique de la maison tourne autour de la légende de saint Georges, figure importante de la tradition catalane à portée religieuse. Le dragon représente le Mal. Son échine est la partie supérieure de la façade principale. La tour serait la lance plantée dans son corps — comme le veut la légende de saint Georges, c'est une lance couronnée par une croix et marquée des initiales de la Sainte Famille. C'est un symbole évident de triomphe de la piété et du Bien. Les écailles bleues du dos du dragon deviennent rouges — tachées de sang — sur le côté gauche de la tour.
Selon cette interprétation, les balcons sont des fragments de crânes et les piliers des fenêtres de l'étage principal sont les os des victimes du dragon. L'ensemble des fenêtres de l'étage principal a la forme d'une chauve-souris aux ailes ouvertes. Cet animal, étroitement lié à la symbologie médiévale traditionnelle catalane, fut popularisé par Jacques Ier d'Aragon le Conquérant. Selon la légende rapportée dans le Llibre dels fets, ce fut grâce à une chauve-souris que le souverain évita de perdre la couronne d'Aragon et conquit le Pays Valencien. Cependant, l'origine la plus vraisemblable de cet animal est la présence d'un dragon dans les armoiries de Pierre le Cérémonieux. Il avait fait surmonter son écu d'un dragon après la conquête de villes importantes de la Méditerranée qui utilisaient l'animal mythique comme emblème. Ce symbole se transforma peu à peu en chauve-souris au XVIIe siècle pour s'imposer pleinement au XIXe siècle dans les héraldiques. À cette époque, sous l'effet de la renaissance catalane, cette image de chauve-souris fut largement diffusée par le mouvement moderniste, apparaissant sur de nombreuses revues telles que Lo Gay Saber ou Revista de Catalunya. Le symbole de la chauve-souris apparut sur l'écu de Barcelone au début du XIXe siècle et se maintint pendant une partie du XXe siècle. La chauve-souris n'est donc ici qu'une évolution du dragon ailé de l'hagiographie de saint Georges.
L'étage principal est inspiré d'un monde fantastique, comme ceux décrits dans les mythes, les expéditions et aventures à la mode à la fin du XIXe siècle. Certains des animaux représentés, ou les formes de l'étage principal, semblent dignes de l'illustration d'Alphonse de Neuville de l'édition de 1870 du roman Vingt mille lieues sous les mers de Jules Verne.
L'œil du dragon est formé par la petite fenêtre triangulaire inspirée de la roche trouée de la montagne de Montserrat. Gaudí, au-delà de son fort sentiment religieux, connaissait bien cette montagne où il avait réalisé le Premier mystère de la gloire du Rosaire monumental de Montserrat.
La couronne du faux-plafond de la salle à manger de l'appartement du premier étage semble avoir été formée par la chute d'une goutte d'eau qui aurait généré ondulations et éclaboussures.
La Casa Batlló est un riche édifice exposé sur l'avenue la plus luxueuse de Barcelone. Elle rappelle, au moyen du luxe débordant de la bourgeoisie, la fugacité de toutes les choses et la mort. La spirale peut être liée à la mort, elle représente le moulin du temps qui dévore la matière retournant au chaos. Elle peut aussi être liée aux nébuleuses de la création de l'univers. La spirale la plus notable du bâtiment se trouve dans l'appartement principal mais plusieurs autres sont disposées dans l'appartement, dans certains tympans et sur des portes.
L'escalier principal est clairement inspiré d'un animal préhistorique dans sa grotte, que Permanyer interprète comme la colonne vertébrale du monstre.
Les colonnes des galeries de l'étage principal, reprenant la forme d'os, accueillent des plantes carnivores au centre de leurs articulations. Gaudí fait aussi ici une allusion à la régénération continue de la création.
Gaudí dessina pour la Casa Batlló un pavement hydraulique fabriqué par Escofet, composé de pièces hexagonales de couleur bleue et à motifs marins. Il pensait en couvrir le sol de la chambre des Batlló, pour renforcer l'ambiance marine, mais y renonça. On y trouve des algues du genre sargassum, une ammonite et un échinoderme. Bien que Batlló eut payé l'ensemble, Gaudí le récupéra pour l'extérieur de la Casa Milà. Avec le temps, c'est devenu un des signes distinctifs des trottoirs du Passeig de Gràcia. Leurs modèles en cire grise ont été fabriqués par Joan Bertran, sous la supervision de Gaudí qui les « retouchait de ses propres doigts », d'après les mots du constructeur Josep Bayó.

## Mobilier

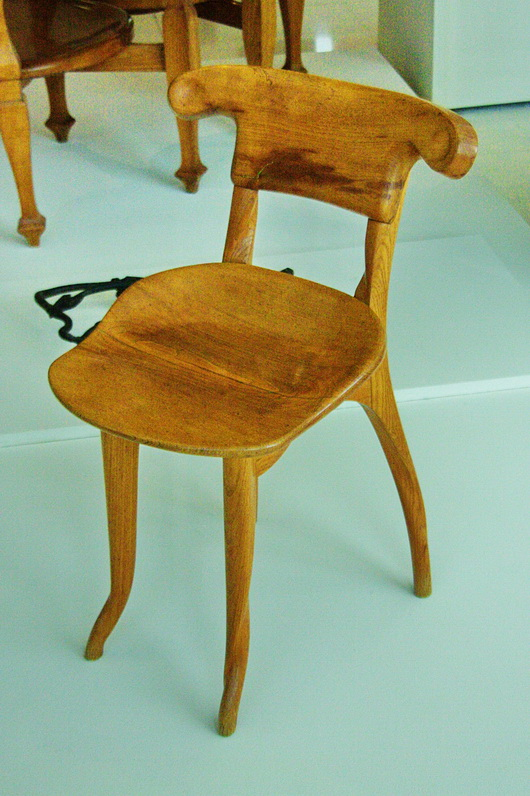
Chaise de la maison Batlló au Musée national d'art de Catalogne.

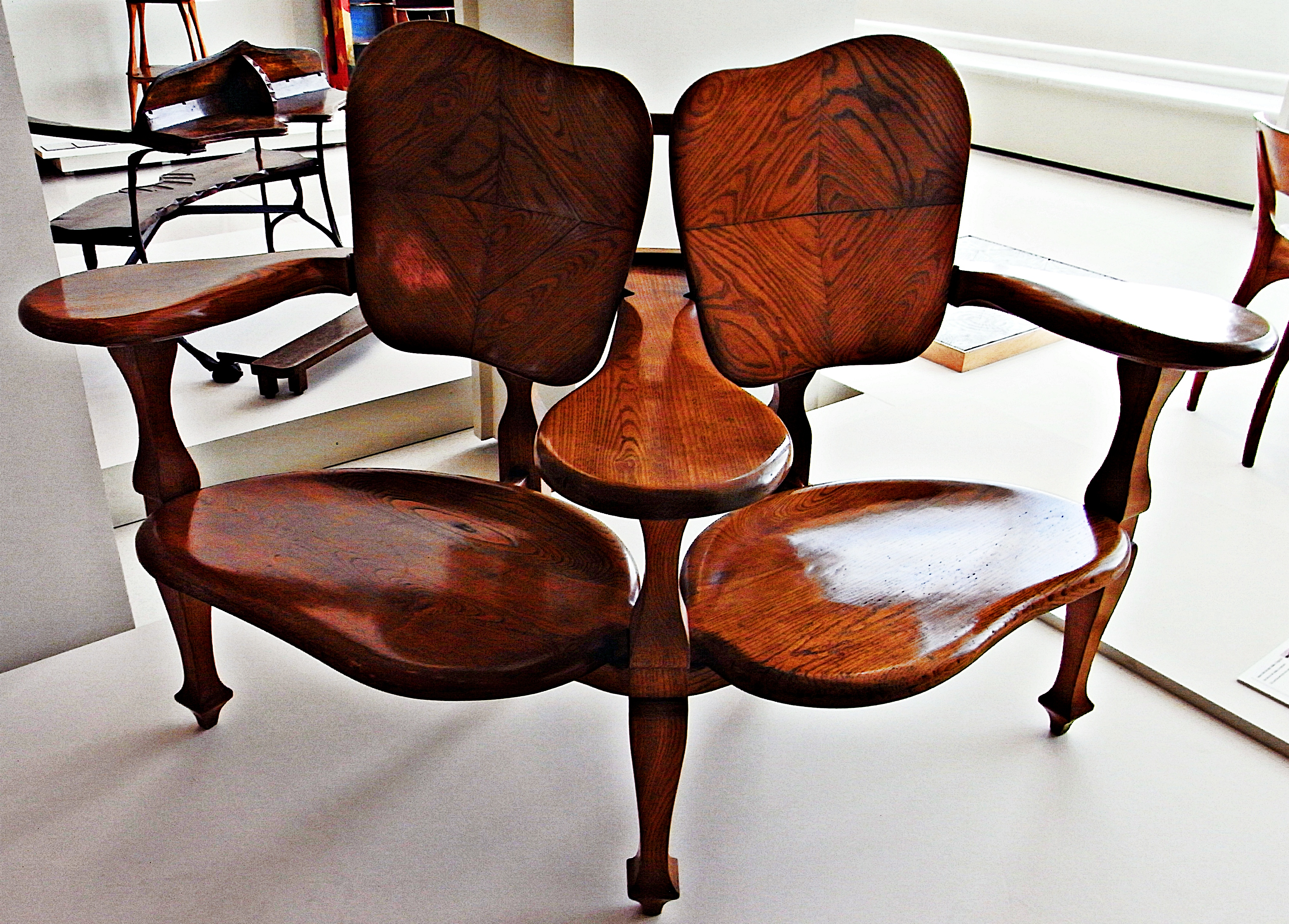
Confident, banc de la maison Batlló, au Musée national d'art de Catalogne.

Gaudí fut également un concepteur audacieux de meubles, grilles, poignées, judas et autres éléments décoratifs. Les meubles de Gaudí suivent les mêmes évolutions que ses bâtiments : après une période néogothique commencée à la fin des années 1870 avec du mobilier religieux, il réalisa des chaises longues pour le Palais Güell entre 1887 et 1888 où il fit évoluer une première fois son style en remplaçant une partie du bois d'origine par du fer, avant d'opérer un second basculement de 1890 à 1899 vers les formes courbes et asymétriques du modernisme, rompant définitivement avec le style Pompadour alors à la mode. Il avait déjà réalisé le mobilier pour la Casa Calvet, mais, dans ceux de la Casa Batlló, le décoratif cède le pas à l'organique, les formes évoquent ici des êtres vivants.
Les meubles de la Casa Batlló étaient destinés à la salle à manger. Le mobilier comptait une table, deux bancs doubles, un banc triple et un ensemble de chaises. Les dimensions des chaises sont de 74 cm de haut au niveau du dossier, (45 cm de haut au niveau du siège), 52 cm de large et 47 cm de profondeur ; les dimensions des bancs sont de 103 cm de haut au niveau du dossier, (45 cm de haut au niveau du siège), 170 cm de large et 81 cm de profondeur.
Pour réaliser ce mobilier, l'architecte opta pour un dessin inédit jusqu'alors, avec un type de siège aux courbes imitant la morphologie humaine ; il élimina les entoilages et ornementations superflues à la mode, et laissa au bois nu sa couleur naturelle. Précurseur des dessins ergonomiques et aux frontières du répertoire académique, il se rapprocha du design industriel qui fut plus tard exploité par des architectes contemporains : Horta, Mackintosh et Saarinen.
Les chaises de la salle à manger sont petites et basses, tranchant avec les fauteuils massifs en forme de trône de la bourgeoisie d'alors ; Gaudí minimisa le nombre d'éléments constituant les chaises, chaque élément est arrondi et les pieds sont légèrement hélicoïdaux avec un profil parabolique. Les sièges sont faits aux formes qu'ils sont censés supporter. Les dossiers sont légèrement incurvés pour recevoir le dos.
Dans sa volonté d'inscrire le mobilier dans son environnement, Gaudí demanda à madame Batlló combien de femmes et combien d'hommes composaient la famille pour pouvoir adapter le mobilier à l'anatomie de chacun, ce que la maîtresse de maison refusa en bloc.
Les meubles d'origine sont conservés au Musée national d'art de Catalogne et à la Maison-Musée Gaudi du Parc Güell,.

## Prix et récompenses
L'édifice fut inscrit en 1907 au concours du prix annuel des bâtiments artistiques que décernait la mairie de Barcelone. Le jury de cette édition était composé du maire, de régisseurs ou conseillers municipaux, du directeur de l'école des beaux-arts, du président des Maîtres d’œuvre et d'architectes renommés. Le 29 décembre 1907, le jury choisit le Collège Comtal, conçu par Bonaventura Bassegoda i Amigó. Le jury opta pour la sobriété de ce bâtiment face au dessin clairement moderniste des concurrents : la Casa Bonaventura Ferrer de Falqués, la Casa Puget (22 rue Ausiàs March) et la Casa Batlló. Cette dernière troubla le jury, qui en dit qu'elle « était faite avec un génie singulier […] et une inventivité fébrile dans une infinité de détails modernistes. ». Cet échec fut doublement douloureux pour les propriétaires qui avaient déjà perdu ce prix l'année précédente face à la Casa Lleó Morera de Domènech i Montaner, elle aussi construite sur l'îlot de la discorde.
La première reconnaissance de l'édifice date de 1962 lorsqu'il fut intégré au catalogue patrimonial de la mairie de Barcelone. En 1969, il fut déclaré monument historique artistique au niveau national espagnol. Sa plus grande reconnaissance date de juillet 2005 lors de son inclusion au patrimoine mondial par l'UNESCO, une distinction qui inclut sept autres œuvres de Gaudí. Le bâtiment fut par la suite décoré du prix Best in Heritage décerné par l’Europa Nostra en coopération avec l’European Heritage Association pour mettre en valeur les efforts exclusivement privés de réhabilitation de l'édifice. Finalement, en 2008, le Bureau international des capitales culturelles inclut la Casa Batlló dans la liste des « Trésors du patrimoine culturel matériel du monde », une catégorisation créée en 2007 pour lister les éléments patrimoniaux les plus importants de chaque ville.